# L'isola dei famosi (diciassettesima edizione)
La diciassettesima edizione del reality show L'isola dei famosi è andata in onda in prima serata su Canale 5 dal 17 aprile al 19 giugno 2023. Si è trattata dell'ottava edizione consecutiva trasmessa da Mediaset, con la conduzione di Ilary Blasi per il terzo ed ultimo anno consecutivo, affiancata in studio dagli opinionisti Enrico Papi e Vladimir Luxuria, e con la partecipazione dell'inviato Alvin. È durata 64 giorni, ha avuto 18 naufraghi e 10 puntate e si è tenuta presso Cayos Cochinos (Honduras). Il motto di questa edizione è stato L'isola dei famosi 2023: Il meglio deve ancora venire.
Le vicende dei naufraghi sono state trasmesse da Canale 5 in prima serata con variazioni nelle serate del lunedì (puntate 1-2, 4-8 e 10), del martedì (solamente la terza puntata) e del venerdì (solamente la nona puntata), mentre la trasmissione delle strisce quotidiane nel day-time è stata affidata a Canale 5 dal lunedì al venerdì. Inoltre su La5 e su Mediaset Extra (dal lunedì al venerdì) è stato trasmesso il day-time con aggiunta di materiale inedito con il titolo de L'isola dei famosi - Extended Edition, la cui durata era di 185 minuti.
L'edizione si è conclusa con la vittoria di Marco Mazzoli, che si è aggiudicato il montepremi di 100000 €.

## Produzione
In questa edizione, Alessandro Cecchi Paone consegue il record di concorrente con il maggior numero di partecipazioni al programma: il noto conduttore infatti ha partecipato al programma per ben tre volte (nel 2007, nel 2012 e in questa edizione).
Rispetto alla quindicesima e all'edizione precedente, in cui il programma andava in onda due volte a settimana, in questa edizione viene trasmesso solamente una volta a settimana, in particolare nella prima serata del lunedì (ad eccezione della terza puntata, trasmessa di martedì e della nona puntata, ovvero la semifinale, trasmessa di venerdì). Inizialmente, quest'ultima puntata era prevista per il 12 giugno 2023, ma a causa della morte di Silvio Berlusconi è stata posticipata al 16 giugno.
Nel corso della terza puntata del 2 maggio 2023 l'inviato Alvin ha comunicato che la naufraga Claudia Motta è stata costretta a ritirarsi dal gioco a causa di problemi di salute. Nel corso della stessa puntata la conduttrice ha comunicato in diretta che anche il naufrago Marco Predolin ha dovuto abbandonare il gioco per problemi di salute.
L'11 maggio 2023 i naufraghi Alessandro Cecchi Paone e Simone Antolini si ritirano dal programma: quest'ultimo per problemi di salute, mentre Alessandro di comune accordo con la produzione a seguito di disaccordi avuti con la conduttrice nella puntata dell'8 maggio, in seguito allo scioglimento della Tribù degli Accopiados.
Nel corso della quinta puntata del 15 maggio 2023, la naufraga Fiore Argento ha deciso di abbandonare il gioco a causa di un infortunio al mignolo del piede e anche dopo vari inviti da parte della conduttrice, la quale le ha chiesto più volte se voleva continuare il suo percorso.
Per la prima volta nella storia del programma, la prima eliminazione tra i naufraghi (preceduta da sei ritiri), avviene dopo ben 6 settimane e 36 giorni di permanenza sull'isola, esattamente quattro puntate prima della finale.
Nel corso della sesta puntata del 22 maggio 2023 il naufrago Paolo Noise ha deciso di ritirarsi dal gioco a causa dei problemi di salute (già riscontrati nelle settimane precedenti) che non gli hanno consentito di proseguire il gioco.
Per il terzo anno consecutivo, i naufraghi che hanno raggiunto l'ultima puntata sono sei e anche in questa edizione la proclamazione del vincitore è avvenuta in Honduras.

### Sigla
Come nell'edizione precedente, oltre alla classica sigla del programma, prima e dopo la pubblicità è stata utilizzata come sigla la canzone Matera, dal film No Time to Die. Inoltre viene usata, per la prima volta nella storia, una post-sigla che è stata una cover della canzone Freedom di George Michael che ha accompagnato l'ingresso in studio della conduttrice. Inoltre, la sigla principale ha subìto nuovamente delle modifiche.

## Conduzione
Per il terzo anno consecutivo la conduzione è stata affidata ad Ilary Blasi, il ruolo di inviato è ricoperto da Alvin (ruolo che aveva già ricoperto nella decima, nell'undicesima, nella quattordicesima e nell'edizione precedente), mentre gli opinionisti sono Enrico Papi (il quale è subentrato al posto di Nicola Savino) e la riconfermata Vladimir Luxuria. Inoltre, Andrea Dianetti e Giorgia Palmas conducono il contenitore Isola Party.

## Ambientazione

### L'isola
Anche per questa edizione è stata confermata la location di Cayos Cochinos in Honduras. Il luogo dove i concorrenti siedono per le nomination è chiamato Palapa e la spiaggia antistante Playa Palapa.
Come nell'edizione precedente, anche in questa edizione c'è stato come luogo la Tana dei Serpenti, un luogo misterioso che nasconde una leggenda.
La spiaggia in cui risiedono i naufraghi divisi in tre tribù (ognuna con un proprio covo) è chiamata Playa Tosta.
Dalla sesta puntata del 22 maggio 2023 alla nona puntata del 16 giugno i naufraghi sono approdati su una nuova isola, chiamata Playa Fantasma.
Dalla nona puntata del 16 giugno 2023 alla decima puntata del 19 giugno i naufraghi sono approdati su una delle isole storiche, chiamata Cayo Paloma.
Inoltre, una delle nuove isole è stata L'isola di Sant'Elena, in cui è stata offerta una seconda opportunità ai naufraghi eliminati dall'isola principale fino alla settima puntata del 29 maggio 2023, quando l'isola è stata sciolta e in seguito trasferita su una nuova isola chiamata Ultima spiaggia.

### Lo studio
Come nell'edizione precedente, anche in questa edizione il programma è andato in onda dallo studio 20 del Centro di produzione Mediaset di Cologno Monzese. La scenografia utilizzata è stata la stessa dell'edizione precedente, ma con una leggera modifica alla pavimentazione.

## I naufraghi
L'età dei concorrenti si riferisce al momento dello sbarco sull'isola.
| Concorrente             | Età     | Professione                                         | Giorni | Luogo di nascita  | Stato                |
| ----------------------- | ------- | --------------------------------------------------- | ------ | ----------------- | -------------------- |
| Marco Mazzoli           | 50 anni | Conduttore radiofonico, vincitore Isola dei Famosi  | 1-64   | Milano            | Vincitore            |
| Luca Vetrone            | 28 anni | Personal trainer, modello, influencer               | 1-64   | Benevento         | Secondo classificato |
| Andrea Lo Cicero        | 46 anni | Conduttore TV, ex rugbista                          | 1-64   | Catania           | Terzo classificato   |
| Pamela Camassa          | 38 anni | Ex modella, personaggio TV                          | 1-64   | Prato             | Quarta classificata  |
| Alessandra Drusian      | 53 anni | Cantante, membro del duo musicale Jalisse           | 1-64   | Oderzo            | Quinta classificata  |
| Cristina Scuccia        | 34 anni | Cantante, personaggio TV                            | 1-64   | Vittoria          | Sesta classificata   |
| Nathaly Caldonazzo      | 53 anni | Attrice, showgirl, personaggio TV                   | 1-61   | Roma              | Eliminata            |
| Gian Maria Sainato      | 28 anni | Influencer, modello                                 | 16-61  | Sapri             | Eliminato            |
| Helena Prestes          | 32 anni | Modella, stilista                                   | 1-61   | San Paolo         | Eliminata            |
| Fabio Ricci             | 57 anni | Cantante, membro del duo musicale Jalisse           | 1-50   | Roma              | Eliminato            |
| Corinne Cléry           | 73 anni | Attrice                                             | 1-43   | Parigi            | Eliminata            |
| Christopher Leoni       | 36 anni | Attore, modello                                     | 1-36   | San Paolo         | Eliminato            |
| Paolo Noise             | 48 anni | Conduttore radiofonico                              | 1-36   | Milano            | Ritirato             |
| Fiore Argento           | 53 anni | Attrice, stilista                                   | 1-29   | Roma              | Ritirata             |
| Alessandro Cecchi Paone | 61 anni | Giornalista, conduttore TV, divulgatore scientifico | 1-25   | Roma              | Ritirato             |
| Simone Antolini         | 22 anni | Studente universitario                              | 1-25   | Ascoli Piceno     | Ritirato             |
| Marco Predolin          | 72 anni | Conduttore TV, conduttore radiofonico               | 1-15   | Borgo Val di Taro | Ritirato             |
| Claudia Motta           | 22 anni | Influencer, modella                                 | 1-15   | Velletri          | Ritirata             |

### Aspiranti naufraghi
| Concorrente                     | Età     | Categoria | Professione                           | Giorni | Luogo di nascita | Stato              |
| ------------------------------- | ------- | --------- | ------------------------------------- | ------ | ---------------- | ------------------ |
| Luca Vetrone                    | 28 anni | Bonitos   | Personal trainer, modello, influencer | 1      | Benevento        | Entra in gioco     |
| Jhonatan Andres Mujica Carrillo | 27 anni | Bonitos   | Modello, influencer                   | 1      | Caracas          | Non entra in gioco |

### Ospiti in Honduras
| Ospite             | Età     | Professione                         | Permanenza       | Luogo di nascita |
| ------------------ | ------- | ----------------------------------- | ---------------- | ---------------- |
| Asia Argento       | 47 anni | Attrice, regista                    | Giorni 16-17     | Roma             |
| Stefania Caroli    | 53 anni | Imprenditrice, manager              | Giorni 22-23     | Reggio Emilia    |
| Stefania Pittaluga | 49 anni | Imprenditrice, direttrice artistica | Giorni 22-23, 64 | Milano           |
| Nikita Pelizon     | 29 anni | Modella, influencer, personaggio TV | Giorni 36-37     | Trieste          |
| Aldo Montano       | 44 anni | Ex-schermidore, personaggio TV      | Giorni 36-37     | Livorno          |
| Carlo Motta        | 37 anni | Modello                             | Giorno 50        | Monza            |
| Fabio Alisei       | 48 anni | Disc jockey, conduttore radiofonico | Giorno 61        | Genova           |
| Antonietta Picca   | 55 anni | Casalinga                           | Giorno 64        | Benevento        |
| Angelica Ricci     | 22 anni | Studentessa                         | Giorno 64        | Roma             |
| Manola Camassa     | 48 anni | Casalinga                           | Giorno 64        | Prato            |

### Riepilogo delle categorie e dei luoghi
Nella seguente tabella è illustrata la categoria di ciascun concorrente oppure il luogo in cui si trova:

| Concorrente             | Settimana 1                                         | Settimana 1                                         | Settimana 2                                         | Settimana 3                                         | Settimana 4                        | Settimana 5                        | Settimana 6                        | Settimana 7                         | Settimana 8                         | Settimana 9                         | Settimana 9                         | Ultima settimana                    | Ultima settimana                                |
| Concorrente             | Giorno 1                                            | Giorno 1                                            | Giorno 8                                            | Giorno 15                                           | Giorno 22                          | Giorno 29                          | Giorno 36                          | Giorno 43                           | Giorno 50                           | Giorno 61                           | Giorno 61                           | Giorno 64                           | Giorno 64                                       |
| ----------------------- | --------------------------------------------------- | --------------------------------------------------- | --------------------------------------------------- | --------------------------------------------------- | ---------------------------------- | ---------------------------------- | ---------------------------------- | ----------------------------------- | ----------------------------------- | ----------------------------------- | ----------------------------------- | ----------------------------------- | ----------------------------------------------- |
| Marco Mazzoli           | In coppia con Paolo Noise (Giorni 1-22)             | In coppia con Paolo Noise (Giorni 1-22)             | In coppia con Paolo Noise (Giorni 1-22)             | In coppia con Paolo Noise (Giorni 1-22)             | Tribù degli Hombres (Giorni 22-36) | Tribù degli Hombres (Giorni 22-36) | N.D.                               | N.D.                                | N.D.                                | Finalista (Giorni 61-64)            | Finalista (Giorni 61-64)            | N.D.                                | Vincitore (Settimana 10 - Giorno 64)            |
| Marco Mazzoli           | Tribù degli Accopiados (Giorni 1-22)                | Tribù degli Accopiados (Giorni 1-22)                | Tribù degli Accopiados (Giorni 1-22)                | Tribù degli Accopiados (Giorni 1-22)                | Tribù degli Hombres (Giorni 22-36) | Tribù degli Hombres (Giorni 22-36) | Playa Fantasma (Giorni 36-61)      | Playa Fantasma (Giorni 36-61)       | Playa Fantasma (Giorni 36-61)       | Playa Fantasma (Giorni 36-61)       | Cayo Paloma (Giorni 61- 64)         | N.D.                                | Vincitore (Settimana 10 - Giorno 64)            |
| Luca Vetrone            | Bonitos (Giorno 1)                                  | Tribù degli Hombres (Giorni 1-36)                   | Tribù degli Hombres (Giorni 1-36)                   | Tribù degli Hombres (Giorni 1-36)                   | Tribù degli Hombres (Giorni 1-36)  | Tribù degli Hombres (Giorni 1-36)  | N.D.                               | N.D.                                | N.D.                                | Finalista (Giorni 61-64)            | Finalista (Giorni 61-64)            | N.D.                                | Secondo classificato (Settimana 10 - Giorno 64) |
| Luca Vetrone            | Bonitos (Giorno 1)                                  | Tribù degli Hombres (Giorni 1-36)                   | Tribù degli Hombres (Giorni 1-36)                   | Tribù degli Hombres (Giorni 1-36)                   | Tribù degli Hombres (Giorni 1-36)  | Tribù degli Hombres (Giorni 1-36)  | Playa Fantasma (Giorni 36-61)      | Playa Fantasma (Giorni 36-61)       | Playa Fantasma (Giorni 36-61)       | Playa Fantasma (Giorni 36-61)       | Cayo Paloma (Giorni 61- 64)         | N.D.                                | Secondo classificato (Settimana 10 - Giorno 64) |
| Andrea Lo Cicero        | Tribù degli Hombres (Giorni 1-36)                   | Tribù degli Hombres (Giorni 1-36)                   | Tribù degli Hombres (Giorni 1-36)                   | Tribù degli Hombres (Giorni 1-36)                   | Tribù degli Hombres (Giorni 1-36)  | Tribù degli Hombres (Giorni 1-36)  | N.D.                               | N.D.                                | N.D.                                | Finalista (Giorni 61-64)            | Finalista (Giorni 61-64)            | N.D.                                | Terzo classificato (Settimana 10 - Giorno 64)   |
| Andrea Lo Cicero        | Tribù degli Hombres (Giorni 1-36)                   | Tribù degli Hombres (Giorni 1-36)                   | Tribù degli Hombres (Giorni 1-36)                   | Tribù degli Hombres (Giorni 1-36)                   | Tribù degli Hombres (Giorni 1-36)  | Tribù degli Hombres (Giorni 1-36)  | Playa Fantasma (Giorni 36-61)      | Playa Fantasma (Giorni 36-61)       | Playa Fantasma (Giorni 36-61)       | Playa Fantasma (Giorni 36-61)       | Cayo Paloma (Giorni 61- 64)         | N.D.                                | Terzo classificato (Settimana 10 - Giorno 64)   |
| Pamela Camassa          | In coppia con Claudia Motta (Giorni 1-16)           | In coppia con Claudia Motta (Giorni 1-16)           | In coppia con Claudia Motta (Giorni 1-16)           | In coppia con Gian Maria Sainato (Giorni 16-22)     | Tribù delle Chicas (Giorni 22-36)  | Tribù delle Chicas (Giorni 22-36)  | N.D.                               | N.D.                                | Finalista (Giorni 50-64)            | Finalista (Giorni 50-64)            | Finalista (Giorni 50-64)            | N.D.                                | Quarta classificata (Settimana 10 - Giorno 64)  |
| Pamela Camassa          | Tribù delle Chicas (Giorno 1)                       | Tribù degli Accopiados (Giorni 1-22)                | Tribù degli Accopiados (Giorni 1-22)                | Tribù degli Accopiados (Giorni 1-22)                | Tribù delle Chicas (Giorni 22-36)  | Tribù delle Chicas (Giorni 22-36)  | Playa Fantasma (Giorni 36-61)      | Playa Fantasma (Giorni 36-61)       | Playa Fantasma (Giorni 36-61)       | Playa Fantasma (Giorni 36-61)       | Cayo Paloma (Giorni 61- 64)         | N.D.                                | Quarta classificata (Settimana 10 - Giorno 64)  |
| Alessandra Drusian      | In coppia con Fabio Ricci (Giorni 1-22)             | In coppia con Fabio Ricci (Giorni 1-22)             | In coppia con Fabio Ricci (Giorni 1-22)             | In coppia con Fabio Ricci (Giorni 1-22)             | Tribù delle Chicas (Giorni 22-36)  | Tribù delle Chicas (Giorni 22-36)  | N.D.                               | N.D.                                | N.D.                                | Finalista (Giorni 61-64)            | Finalista (Giorni 61-64)            | N.D.                                | Quinta classificata (Settimana 10 - Giorno 64)  |
| Alessandra Drusian      | Tribù degli Accopiados (Giorni 1-22)                | Tribù degli Accopiados (Giorni 1-22)                | Tribù degli Accopiados (Giorni 1-22)                | Tribù degli Accopiados (Giorni 1-22)                | Tribù delle Chicas (Giorni 22-36)  | Tribù delle Chicas (Giorni 22-36)  | Playa Fantasma (Giorni 36-61)      | Playa Fantasma (Giorni 36-61)       | Playa Fantasma (Giorni 36-61)       | Playa Fantasma (Giorni 36-61)       | Ultima spiaggia (Giorni 61- 64)     | N.D.                                | Quinta classificata (Settimana 10 - Giorno 64)  |
| Cristina Scuccia        | Tribù delle Chicas (Giorni 1-36)                    | Tribù delle Chicas (Giorni 1-36)                    | Tribù delle Chicas (Giorni 1-36)                    | Tribù delle Chicas (Giorni 1-36)                    | Tribù delle Chicas (Giorni 1-36)   | Tribù delle Chicas (Giorni 1-36)   | N.D.                               | N.D.                                | N.D.                                | Finalista (Giorni 61-64)            | Finalista (Giorni 61-64)            | N.D.                                | Sesta classificata (Settimana 10 - Giorno 64)   |
| Cristina Scuccia        | Tribù delle Chicas (Giorni 1-36)                    | Tribù delle Chicas (Giorni 1-36)                    | Tribù delle Chicas (Giorni 1-36)                    | Tribù delle Chicas (Giorni 1-36)                    | Tribù delle Chicas (Giorni 1-36)   | Tribù delle Chicas (Giorni 1-36)   | Playa Fantasma (Giorni 36-61)      | Playa Fantasma (Giorni 36-61)       | Playa Fantasma (Giorni 36-61)       | Playa Fantasma (Giorni 36-61)       | Cayo Paloma (Giorni 61- 64)         | N.D.                                | Sesta classificata (Settimana 10 - Giorno 64)   |
| Nathaly Caldonazzo      | Tribù delle Chicas (Giorni 1-16)                    | Tribù delle Chicas (Giorni 1-16)                    | Tribù delle Chicas (Giorni 1-16)                    | Isola di Sant'Elena (Giorni 15-29)                  | Isola di Sant'Elena (Giorni 15-29) | Tribù delle Chicas (Giorni 29-36)  | Playa Fantasma (Giorni 36-43)      | Playa Fantasma (Giorni 36-43)       | Ultima spiaggia (Giorni 50- 61)     | Ultima spiaggia (Giorni 50- 61)     | Eliminati (Settimana 9 - Giorno 61) | Eliminati (Settimana 9 - Giorno 61) | Eliminati (Settimana 9 - Giorno 61)             |
| Gian Maria Sainato      | Non in gara                                         | Non in gara                                         | Non in gara                                         | In coppia con Pamela Camassa (Giorni 16-22)         | Tribù degli Hombres (Giorni 22-29) | Isola di Sant'Elena (Giorni 29-43) | Isola di Sant'Elena (Giorni 29-43) | Playa Fantasma (Giorni 43-61)       | Playa Fantasma (Giorni 43-61)       | Playa Fantasma (Giorni 43-61)       | Eliminati (Settimana 9 - Giorno 61) | Eliminati (Settimana 9 - Giorno 61) | Eliminati (Settimana 9 - Giorno 61)             |
| Gian Maria Sainato      | Non in gara                                         | Non in gara                                         | Non in gara                                         | Tribù degli Accopiados (Giorni 16-22)               | Tribù degli Hombres (Giorni 22-29) | Isola di Sant'Elena (Giorni 29-43) | Isola di Sant'Elena (Giorni 29-43) | Playa Fantasma (Giorni 43-61)       | Playa Fantasma (Giorni 43-61)       | Playa Fantasma (Giorni 43-61)       | Eliminati (Settimana 9 - Giorno 61) | Eliminati (Settimana 9 - Giorno 61) | Eliminati (Settimana 9 - Giorno 61)             |
| Helena Prestes          | Tribù delle Chicas (Giorni 1-36)                    | Tribù delle Chicas (Giorni 1-36)                    | Tribù delle Chicas (Giorni 1-36)                    | Tribù delle Chicas (Giorni 1-36)                    | Tribù delle Chicas (Giorni 1-36)   | Tribù delle Chicas (Giorni 1-36)   | Isola di Sant'Elena (Giorni 36-43) | Playa Fantasma (Giorni 43-61)       | Playa Fantasma (Giorni 43-61)       | Playa Fantasma (Giorni 43-61)       | Eliminati (Settimana 9 - Giorno 61) | Eliminati (Settimana 9 - Giorno 61) | Eliminati (Settimana 9 - Giorno 61)             |
| Fabio Ricci             | In coppia con Alessandra Drusian (Giorni 1-22)      | In coppia con Alessandra Drusian (Giorni 1-22)      | In coppia con Alessandra Drusian (Giorni 1-22)      | In coppia con Alessandra Drusian (Giorni 1-22)      | Tribù degli Hombres (Giorni 22-36) | Tribù degli Hombres (Giorni 22-36) | Playa Fantasma (Giorni 36-50)      | Playa Fantasma (Giorni 36-50)       | Playa Fantasma (Giorni 36-50)       | Eliminato (Settimana 8 - Giorno 50) | Eliminato (Settimana 8 - Giorno 50) | Eliminato (Settimana 8 - Giorno 50) | Eliminato (Settimana 8 - Giorno 50)             |
| Fabio Ricci             | Tribù degli Accopiados (Giorni 1-22)                |                                                     |                                                     |                                                     | Tribù degli Hombres (Giorni 22-36) | Tribù degli Hombres (Giorni 22-36) | Playa Fantasma (Giorni 36-50)      | Playa Fantasma (Giorni 36-50)       | Playa Fantasma (Giorni 36-50)       | Eliminato (Settimana 8 - Giorno 50) | Eliminato (Settimana 8 - Giorno 50) | Eliminato (Settimana 8 - Giorno 50) | Eliminato (Settimana 8 - Giorno 50)             |
| Corinne Cléry           | Tribù delle Chicas (Giorni 1-36)                    | Tribù delle Chicas (Giorni 1-36)                    | Tribù delle Chicas (Giorni 1-36)                    | Tribù delle Chicas (Giorni 1-36)                    | Tribù delle Chicas (Giorni 1-36)   | Tribù delle Chicas (Giorni 1-36)   | Playa Fantasma (Giorni 36-43)      | Playa Fantasma (Giorni 36-43)       | Eliminata (Settimana 7 - Giorno 43) | Eliminata (Settimana 7 - Giorno 43) | Eliminata (Settimana 7 - Giorno 43) | Eliminata (Settimana 7 - Giorno 43) | Eliminata (Settimana 7 - Giorno 43)             |
| Christopher Leoni       | Tribù degli Hombres (Giorni 1-22)                   | Tribù degli Hombres (Giorni 1-22)                   | Tribù degli Hombres (Giorni 1-22)                   | Tribù degli Hombres (Giorni 1-22)                   | Isola di Sant'Elena (Giorni 22-36) | Isola di Sant'Elena (Giorni 22-36) | Isola di Sant'Elena (Giorni 22-36) | Eliminato (Settimana 6 - Giorno 36) | Eliminato (Settimana 6 - Giorno 36) | Eliminato (Settimana 6 - Giorno 36) | Eliminato (Settimana 6 - Giorno 36) | Eliminato (Settimana 6 - Giorno 36) | Eliminato (Settimana 6 - Giorno 36)             |
| Paolo Noise             | In coppia con Marco Mazzoli (Giorni 1-22)           | In coppia con Marco Mazzoli (Giorni 1-22)           | In coppia con Marco Mazzoli (Giorni 1-22)           | In coppia con Marco Mazzoli (Giorni 1-22)           | Tribù degli Hombres (Giorni 22-36) | Tribù degli Hombres (Giorni 22-36) | Tribù degli Hombres (Giorni 22-36) | Ritirato (Settimana 6 - Giorno 36)  | Ritirato (Settimana 6 - Giorno 36)  | Ritirato (Settimana 6 - Giorno 36)  | Ritirato (Settimana 6 - Giorno 36)  | Ritirato (Settimana 6 - Giorno 36)  | Ritirato (Settimana 6 - Giorno 36)              |
| Paolo Noise             | Tribù degli Accopiados (Giorni 1-22)                |                                                     |                                                     |                                                     | Tribù degli Hombres (Giorni 22-36) | Tribù degli Hombres (Giorni 22-36) | Tribù degli Hombres (Giorni 22-36) | Ritirato (Settimana 6 - Giorno 36)  | Ritirato (Settimana 6 - Giorno 36)  | Ritirato (Settimana 6 - Giorno 36)  | Ritirato (Settimana 6 - Giorno 36)  | Ritirato (Settimana 6 - Giorno 36)  | Ritirato (Settimana 6 - Giorno 36)              |
| Fiore Argento           | Tribù delle Chicas (Giorni 1-29)                    | Tribù delle Chicas (Giorni 1-29)                    | Tribù delle Chicas (Giorni 1-29)                    | Tribù delle Chicas (Giorni 1-29)                    | Tribù delle Chicas (Giorni 1-29)   | Tribù delle Chicas (Giorni 1-29)   | Ritirata (Settimana 5 - Giorno 29) | Ritirata (Settimana 5 - Giorno 29)  | Ritirata (Settimana 5 - Giorno 29)  | Ritirata (Settimana 5 - Giorno 29)  | Ritirata (Settimana 5 - Giorno 29)  | Ritirata (Settimana 5 - Giorno 29)  | Ritirata (Settimana 5 - Giorno 29)              |
| Alessandro Cecchi Paone | In coppia con Simone Antolini (Giorni 1-22)         | In coppia con Simone Antolini (Giorni 1-22)         | In coppia con Simone Antolini (Giorni 1-22)         | In coppia con Simone Antolini (Giorni 1-22)         | Tribù degli Hombres (Giorni 22-25) | Ritirati (Settimana 4 - Giorno 25) | Ritirati (Settimana 4 - Giorno 25) | Ritirati (Settimana 4 - Giorno 25)  | Ritirati (Settimana 4 - Giorno 25)  | Ritirati (Settimana 4 - Giorno 25)  | Ritirati (Settimana 4 - Giorno 25)  | Ritirati (Settimana 4 - Giorno 25)  | Ritirati (Settimana 4 - Giorno 25)              |
| Alessandro Cecchi Paone | Tribù degli Accopiados (Giorni 1-22)                |                                                     |                                                     |                                                     | Tribù degli Hombres (Giorni 22-25) | Ritirati (Settimana 4 - Giorno 25) | Ritirati (Settimana 4 - Giorno 25) | Ritirati (Settimana 4 - Giorno 25)  | Ritirati (Settimana 4 - Giorno 25)  | Ritirati (Settimana 4 - Giorno 25)  | Ritirati (Settimana 4 - Giorno 25)  | Ritirati (Settimana 4 - Giorno 25)  | Ritirati (Settimana 4 - Giorno 25)              |
| Simone Antolini         | In coppia con Alessandro Cecchi Paone (Giorni 1-22) | In coppia con Alessandro Cecchi Paone (Giorni 1-22) | In coppia con Alessandro Cecchi Paone (Giorni 1-22) | In coppia con Alessandro Cecchi Paone (Giorni 1-22) | Tribù degli Hombres (Giorni 22-25) | Ritirati (Settimana 4 - Giorno 25) | Ritirati (Settimana 4 - Giorno 25) | Ritirati (Settimana 4 - Giorno 25)  | Ritirati (Settimana 4 - Giorno 25)  | Ritirati (Settimana 4 - Giorno 25)  | Ritirati (Settimana 4 - Giorno 25)  | Ritirati (Settimana 4 - Giorno 25)  | Ritirati (Settimana 4 - Giorno 25)              |
| Simone Antolini         | Tribù degli Accopiados (Giorni 1-22)                |                                                     |                                                     |                                                     | Tribù degli Hombres (Giorni 22-25) | Ritirati (Settimana 4 - Giorno 25) | Ritirati (Settimana 4 - Giorno 25) | Ritirati (Settimana 4 - Giorno 25)  | Ritirati (Settimana 4 - Giorno 25)  | Ritirati (Settimana 4 - Giorno 25)  | Ritirati (Settimana 4 - Giorno 25)  | Ritirati (Settimana 4 - Giorno 25)  | Ritirati (Settimana 4 - Giorno 25)              |
| Marco Predolin          | Tribù degli Hombres (Giorni 1-8)                    | Tribù degli Hombres (Giorni 1-8)                    | Isola di Sant'Elena (Giorni 8-15)                   | Ritirati (Settimana 3 - Giorno 15)                  | Ritirati (Settimana 3 - Giorno 15) | Ritirati (Settimana 3 - Giorno 15) | Ritirati (Settimana 3 - Giorno 15) | Ritirati (Settimana 3 - Giorno 15)  | Ritirati (Settimana 3 - Giorno 15)  | Ritirati (Settimana 3 - Giorno 15)  | Ritirati (Settimana 3 - Giorno 15)  | Ritirati (Settimana 3 - Giorno 15)  | Ritirati (Settimana 3 - Giorno 15)              |
| Claudia Motta           | In coppia con Pamela Camassa (Giorni 1-15)          | In coppia con Pamela Camassa (Giorni 1-15)          | In coppia con Pamela Camassa (Giorni 1-15)          | Ritirati (Settimana 3 - Giorno 15)                  | Ritirati (Settimana 3 - Giorno 15) | Ritirati (Settimana 3 - Giorno 15) | Ritirati (Settimana 3 - Giorno 15) | Ritirati (Settimana 3 - Giorno 15)  | Ritirati (Settimana 3 - Giorno 15)  | Ritirati (Settimana 3 - Giorno 15)  | Ritirati (Settimana 3 - Giorno 15)  | Ritirati (Settimana 3 - Giorno 15)  | Ritirati (Settimana 3 - Giorno 15)              |
| Claudia Motta           | Tribù delle Chicas (Giorno 1)                       | Tribù degli Accopiados (Giorni 1-15)                | Tribù degli Accopiados (Giorni 1-15)                | Ritirati (Settimana 3 - Giorno 15)                  | Ritirati (Settimana 3 - Giorno 15) | Ritirati (Settimana 3 - Giorno 15) | Ritirati (Settimana 3 - Giorno 15) | Ritirati (Settimana 3 - Giorno 15)  | Ritirati (Settimana 3 - Giorno 15)  | Ritirati (Settimana 3 - Giorno 15)  | Ritirati (Settimana 3 - Giorno 15)  | Ritirati (Settimana 3 - Giorno 15)  | Ritirati (Settimana 3 - Giorno 15)              |

## Tabella delle nomination e dello svolgimento del programma
Legenda
     Concorrente leader con il potere di mandare in nomination ed immune
     Concorrente leader della Tribù degli Accopiados con il potere di mandare in nomination ed immune, nominato dalla propria tribù
     Concorrente leader della Tribù degli Hombres con il potere di mandare in nomination ed immune, nominato dalla propria tribù
     Concorrente leader della Tribù delle Chicas con il potere di mandare in nomination ed immune, nominato dalla propria tribù
     Concorrente immune dalle nomination
     Concorrente nuovo/rientrato in gioco immune dalle nomination
     Concorrente nominato dal vincitore della prova immunità/Concorrente direttamente in nomination per aver perso la prova immunità o non salvato da una catena di salvataggio/Nominato per aver perso una prova duello
     Concorrente esonerato, non votante/Concorrente non candidato alla finale
     Concorrente vincitore di una prova
     Bacio di Giuda
     Concorrente perdente di una prova/Concorrente non salvato dal leader
     Concorrente votato da un sondaggio del pubblico/scelto dal leader, per effettuare nomination palesi
     Concorrente sull'Isola di Sant'Elena
     Concorrente sull'Ultima spiaggia
     Concorrente salvato dai/dal vincitori/e della prova immunità o da una catena di salvataggio
     Concorrente candidato alla finale
     Concorrente finalista

|                                |                            | Settimana 1                       | Settimana 2                 | Settimana 3                                                                    | Settimana 4                                                                    | Settimana 4                                                                    | Settimana 5                                                                               | Settimana 6                                                                    | Settimana 6                                                                    | Settimana 6                                                                    | Settimana 7                                                                                | Settimana 7                                                                                | Settimana 8                                                                    | Settimana 8                                                                                         | Settimana 9                                                                    | Settimana 9                                                                    | Settimana 9                                                                    | Settimana 9                                                                    | Ultima settimana                                                               | Ultima settimana                                                               | Ultima settimana                                                               | Ultima settimana                                                               | Ultima settimana                                                               | Numero totale di nomination |
| Giorno 1                       | Giorno 8                   | Giorno 16                         | Giorno 22                   | Giorno 22                                                                      | Giorno 29                                                                      | Giorno 36                                                                      | Giorno 36                                                                                 | Giorno 36                                                                      | Giorno 43                                                                      | Giorno 43                                                                      | Giorno 50                                                                                  | Giorno 50                                                                                  | Giorno 61                                                                      | Giorno 61                                                                                           | Giorno 61                                                                      | Giorno 61                                                                      | Giorno 64                                                                      | Giorno 64                                                                      | Giorno 64                                                                      | Giorno 64                                                                      | Giorno 64                                                                      |                                                                                |                                                                                | Numero totale di nomination |
| ------------------------------ | -------------------------- | --------------------------------- | --------------------------- | ------------------------------------------------------------------------------ | ------------------------------------------------------------------------------ | ------------------------------------------------------------------------------ | ----------------------------------------------------------------------------------------- | ------------------------------------------------------------------------------ | ------------------------------------------------------------------------------ | ------------------------------------------------------------------------------ | ------------------------------------------------------------------------------------------ | ------------------------------------------------------------------------------------------ | ------------------------------------------------------------------------------ | --------------------------------------------------------------------------------------------------- | ------------------------------------------------------------------------------ | ------------------------------------------------------------------------------ | ------------------------------------------------------------------------------ | ------------------------------------------------------------------------------ | ------------------------------------------------------------------------------ | ------------------------------------------------------------------------------ | ------------------------------------------------------------------------------ | ------------------------------------------------------------------------------ | ------------------------------------------------------------------------------ | --------------------------- |
| Leader                         | Leader                     | Alessandro & Simone               | Andrea                      | Alessandro & Simone                                                            | Luca                                                                           | Luca                                                                           | Mazzoli                                                                                   | Andrea                                                                         | Andrea                                                                         | Andrea                                                                         | Pamela                                                                                     | Pamela                                                                                     | Pamela                                                                         | Pamela                                                                                              | Andrea                                                                         | Andrea                                                                         | Andrea                                                                         | Andrea                                                                         | Nessuno                                                                        | Nessuno                                                                        | Nessuno                                                                        | Nessuno                                                                        | Nessuno                                                                        | Numero totale di nomination |
| Leader                         | Leader                     | Alessandro & Simone               | Andrea                      | Alessandro & Simone                                                            | Pamela                                                                         |                                                                                | Mazzoli                                                                                   | Andrea                                                                         | Andrea                                                                         | Andrea                                                                         | Pamela                                                                                     | Pamela                                                                                     | Pamela                                                                         | Pamela                                                                                              | Andrea                                                                         | Andrea                                                                         | Andrea                                                                         | Andrea                                                                         | Nessuno                                                                        | Nessuno                                                                        | Nessuno                                                                        | Nessuno                                                                        | Nessuno                                                                        | Numero totale di nomination |
|                                |                            |                                   |                             |                                                                                |                                                                                |                                                                                |                                                                                           |                                                                                |                                                                                |                                                                                |                                                                                            |                                                                                            |                                                                                | |                                                                                |                                                                                |                                                                                |                                                                                |                                                                                |                                                                                |                                                                                |                                                                                |                                                                                |                             |
| Mazzoli                        | Mazzoli                    | In coppia con Noise               | In coppia con Noise         | In coppia con Noise                                                            | Andrea                                                                         | Helena                                                                         | Pamela Fabio                                                                              | Esonerati                                                                      | Andrea                                                                         | Corinne                                                                        | Fabio                                                                                      | Alessandra                                                                                 | Luca                                                                           | Helena                                                                                              | Andrea                                                                         | Andrea Alessandra                                                              | In finale                                                                      | Cristina                                                                       | Alessandra                                                                     | Salvato                                                                        | Prova vinta                                                                    | Nomination finale                                                              | Vincitore (Settimana 10 - Giorno 64)                                           | 11                          |
| Luca                           | Luca                       | Fiore                             | Fiore                       | Andrea                                                                         | Fabio                                                                          | Noise                                                                          | Helena                                                                                    | Esonerati                                                                      | Nominato                                                                       | Corinne                                                                        | Mazzoli                                                                                    | Mazzoli                                                                                    | Fabio                                                                          | Helena                                                                                              | Cristina                                                                       | In finale                                                                      | In finale                                                                      | Pamela                                                                         | Nominato                                                                       | Pamela                                                                         | Nominati                                                                       | Nomination finale                                                              | Secondo classificato (Settimana 10 - Giorno 64)                                | 8                           |
| Andrea                         | Andrea                     | Fiore                             | Fiore                       | Christopher                                                                    | Luca                                                                           | Mazzoli                                                                        | Fiore                                                                                     | Prova vinta                                                                    | Salvato                                                                        | Corinne                                                                        | Cristina                                                                                   | Alessandra                                                                                 | Mazzoli                                                                        | Helena                                                                                              | Salvato                                                                        | Salvato                                                                        | In finale                                                                      | : Cristina                                                                     | Salvati                                                                        | Luca                                                                           | Nominati                                                                       | Terzo classificato (Settimana 10 - Giorno 64)                                  | Terzo classificato (Settimana 10 - Giorno 64)                                  | 10                          |
| Pamela                         | Pamela                     | In coppia con Claudia             | In coppia con Claudia       | In coppia con Gian Maria                                                       | Alessandra                                                                     | Mazzoli                                                                        | Helena                                                                                    | Nominata                                                                       | Corinne                                                                        | Mazzoli                                                                        | Cristina                                                                                   | Fabio Alessandra                                                                           | Andrea                                                                         | Gian Maria                                                                                          | In finale                                                                      | In finale                                                                      | In finale                                                                      | Luca                                                                           | Salvati                                                                        | Nominata                                                                       | Quarta classificata (Settimana 10 - Giorno 64)                                 | Quarta classificata (Settimana 10 - Giorno 64)                                 | Quarta classificata (Settimana 10 - Giorno 64)                                 | 3                           |
| Alessandra                     | Alessandra                 | In coppia con Fabio               | In coppia con Fabio         | In coppia con Fabio                                                            | Cristina                                                                       | Mazzoli                                                                        | Helena                                                                                    | Salvati                                                                        | Fabio                                                                          | Mazzoli                                                                        | Salvata                                                                                    | Luca                                                                                       | Prova persa                                                                    | Gian Maria                                                                                          | Mazzoli                                                                        | Nominata                                                                       | Nominata                                                                       | : Mazzoli:                                                                     | Luca                                                                           | Quinta classificata (Settimana 10 - Giorno 64)                                 | Quinta classificata (Settimana 10 - Giorno 64)                                 | Quinta classificata (Settimana 10 - Giorno 64)                                 | Quinta classificata (Settimana 10 - Giorno 64)                                 | 7                           |
| Cristina                       | Cristina                   | Christopher                       | Alessandro & Simone         | Christopher                                                                    | Helena                                                                         | Noise                                                                          | Helena                                                                                    | Salvati                                                                        | Alessandra                                                                     | Mazzoli                                                                        | Luca                                                                                       | Mazzoli                                                                                    | Candidata                                                                      | Helena                                                                                              | Alessandra                                                                     | Salvata                                                                        | Prova persa                                                                    | Luca                                                                           | Sesta classificata (Settimana 10 - Giorno 64)                                  | Sesta classificata (Settimana 10 - Giorno 64)                                  | Sesta classificata (Settimana 10 - Giorno 64)                                  | Sesta classificata (Settimana 10 - Giorno 64)                                  | Sesta classificata (Settimana 10 - Giorno 64)                                  | 3                           |
| Nathaly                        | Nathaly                    | Christopher                       | Alessandro & Simone         | : Andrea                                                                       | Non votante                                                                    | Non votante                                                                    | Helena                                                                                    | Nominata                                                                       | Corinne                                                                        | Fabio                                                                          | Nominata                                                                                   | Andrea                                                                                     | : Andrea                                                                       | Non votante                                                                                         | Non votante                                                                    | Non votante                                                                    | Non votante                                                                    | Non votante                                                                    | Eliminati (Settimana 9 - Giorno 61)                                            | Eliminati (Settimana 9 - Giorno 61)                                            | Eliminati (Settimana 9 - Giorno 61)                                            | Eliminati (Settimana 9 - Giorno 61)                                            | Eliminati (Settimana 9 - Giorno 61)                                            | 7                           |
| Gian Maria                     | Gian Maria                 | Non in gara                       | Non in gara                 | In coppia con Pamela                                                           | Non salvato                                                                    | Alessandro                                                                     | : Mazzoli                                                                                 | Non votante                                                                    | Non votante                                                                    | Non votante                                                                    | Non votante                                                                                | Luca                                                                                       | Non salvato                                                                    | Helena                                                                                              | Non salvato                                                                    | Nominato                                                                       | Nominato                                                                       | Luca                                                                           | Eliminati (Settimana 9 - Giorno 61)                                            | Eliminati (Settimana 9 - Giorno 61)                                            | Eliminati (Settimana 9 - Giorno 61)                                            | Eliminati (Settimana 9 - Giorno 61)                                            | Eliminati (Settimana 9 - Giorno 61)                                            | 2                           |
| Helena                         | Helena                     | Predolin                          | Alessandro & Simone         | Andrea                                                                         | Corinne                                                                        | Alessandro                                                                     | Alessandra                                                                                | : Alessandra                                                                   | : Alessandra                                                                   | Non votante                                                                    | Non votante                                                                                | Alessandra                                                                                 | Prova persa                                                                    | Andrea                                                                                              | : Luca                                                                         | Eliminata (Settimana 9 - Giorno 61)                                            | Eliminata (Settimana 9 - Giorno 61)                                            | Eliminata (Settimana 9 - Giorno 61)                                            | Eliminata (Settimana 9 - Giorno 61)                                            | Eliminata (Settimana 9 - Giorno 61)                                            | Eliminata (Settimana 9 - Giorno 61)                                            | Eliminata (Settimana 9 - Giorno 61)                                            | Eliminata (Settimana 9 - Giorno 61)                                            | 19                          |
| Fabio                          | Fabio                      | In coppia con Alessandra          | In coppia con Alessandra    | In coppia con Alessandra                                                       | Alessandro                                                                     | Helena                                                                         | Helena                                                                                    | Esonerato                                                                      | Mazzoli                                                                        | Corinne                                                                        | Alessandra                                                                                 | Andrea                                                                                     | Salvato                                                                        | : Helena                                                                                            | Eliminato (Settimana 8 - Giorno 50)                                            | Eliminato (Settimana 8 - Giorno 50)                                            | Eliminato (Settimana 8 - Giorno 50)                                            | Eliminato (Settimana 8 - Giorno 50)                                            | Eliminato (Settimana 8 - Giorno 50)                                            | Eliminato (Settimana 8 - Giorno 50)                                            | Eliminato (Settimana 8 - Giorno 50)                                            | Eliminato (Settimana 8 - Giorno 50)                                            | Eliminato (Settimana 8 - Giorno 50)                                            | 3                           |
| Corinne                        | Corinne                    | Predolin                          | Alessandra & Fabio          | Christopher                                                                    | Salvata                                                                        | Mazzoli                                                                        | Fiore                                                                                     | Salvata                                                                        | Cristina                                                                       | Mazzoli                                                                        | Nathaly                                                                                    | Eliminata (Settimana 7 - Giorno 43)                                                        | Eliminata (Settimana 7 - Giorno 43)                                            | Eliminata (Settimana 7 - Giorno 43)                                                                 | Eliminata (Settimana 7 - Giorno 43)                                            | Eliminata (Settimana 7 - Giorno 43)                                            | Eliminata (Settimana 7 - Giorno 43)                                            | Eliminata (Settimana 7 - Giorno 43)                                            | Eliminata (Settimana 7 - Giorno 43)                                            | Eliminata (Settimana 7 - Giorno 43)                                            | Eliminata (Settimana 7 - Giorno 43)                                            | Eliminata (Settimana 7 - Giorno 43)                                            | Eliminata (Settimana 7 - Giorno 43)                                            | 4                           |
| Christopher                    | Christopher                | Nathaly                           | Nathaly                     | Andrea                                                                         | Non votante                                                                    | Non votante                                                                    | Non votante                                                                               | Non votante                                                                    | Non votante                                                                    | Eliminato (Settimana 6 - Giorno 36)                                            | Eliminato (Settimana 6 - Giorno 36)                                                        | Eliminato (Settimana 6 - Giorno 36)                                                        | Eliminato (Settimana 6 - Giorno 36)                                            | Eliminato (Settimana 6 - Giorno 36)                                                                 | Eliminato (Settimana 6 - Giorno 36)                                            | Eliminato (Settimana 6 - Giorno 36)                                            | Eliminato (Settimana 6 - Giorno 36)                                            | Eliminato (Settimana 6 - Giorno 36)                                            | Eliminato (Settimana 6 - Giorno 36)                                            | Eliminato (Settimana 6 - Giorno 36)                                            | Eliminato (Settimana 6 - Giorno 36)                                            | Eliminato (Settimana 6 - Giorno 36)                                            | Eliminato (Settimana 6 - Giorno 36)                                            | 8                           |
| Noise                          | Noise                      | In coppia con Mazzoli             | In coppia con Mazzoli       | In coppia con Mazzoli                                                          | Mazzoli                                                                        | Helena                                                                         | Pamela                                                                                    | Ritirato (Settimana 6 - Giorno 36)                                             | Ritirato (Settimana 6 - Giorno 36)                                             | Ritirato (Settimana 6 - Giorno 36)                                             | Ritirato (Settimana 6 - Giorno 36)                                                         | Ritirato (Settimana 6 - Giorno 36)                                                         | Ritirato (Settimana 6 - Giorno 36)                                             | Ritirato (Settimana 6 - Giorno 36)                                                                  | Ritirato (Settimana 6 - Giorno 36)                                             | Ritirato (Settimana 6 - Giorno 36)                                             | Ritirato (Settimana 6 - Giorno 36)                                             | Ritirato (Settimana 6 - Giorno 36)                                             | Ritirato (Settimana 6 - Giorno 36)                                             | Ritirato (Settimana 6 - Giorno 36)                                             | Ritirato (Settimana 6 - Giorno 36)                                             | Ritirato (Settimana 6 - Giorno 36)                                             | Ritirato (Settimana 6 - Giorno 36)                                             | 2                           |
| Fiore                          | Fiore                      | Predolin                          | Alessandro & Simone         | Andrea                                                                         | Non salvata                                                                    | Helena                                                                         | Andrea                                                                                    | Ritirata (Settimana 5 - Giorno 29)                                             | Ritirata (Settimana 5 - Giorno 29)                                             | Ritirata (Settimana 5 - Giorno 29)                                             | Ritirata (Settimana 5 - Giorno 29)                                                         | Ritirata (Settimana 5 - Giorno 29)                                                         | Ritirata (Settimana 5 - Giorno 29)                                             | Ritirata (Settimana 5 - Giorno 29)                                                                  | Ritirata (Settimana 5 - Giorno 29)                                             | Ritirata (Settimana 5 - Giorno 29)                                             | Ritirata (Settimana 5 - Giorno 29)                                             | Ritirata (Settimana 5 - Giorno 29)                                             | Ritirata (Settimana 5 - Giorno 29)                                             | Ritirata (Settimana 5 - Giorno 29)                                             | Ritirata (Settimana 5 - Giorno 29)                                             | Ritirata (Settimana 5 - Giorno 29)                                             | Ritirata (Settimana 5 - Giorno 29)                                             | 7                           |
| Alessandro                     | Alessandro                 | In coppia con Simone              | In coppia con Simone        | In coppia con Simone                                                           | Salvato                                                                        | Helena                                                                         | Ritirati (Settimana 4 - Giorno 25)                                                        | Ritirati (Settimana 4 - Giorno 25)                                             | Ritirati (Settimana 4 - Giorno 25)                                             | Ritirati (Settimana 4 - Giorno 25)                                             | Ritirati (Settimana 4 - Giorno 25)                                                         | Ritirati (Settimana 4 - Giorno 25)                                                         | Ritirati (Settimana 4 - Giorno 25)                                             | Ritirati (Settimana 4 - Giorno 25)                                                                  | Ritirati (Settimana 4 - Giorno 25)                                             | Ritirati (Settimana 4 - Giorno 25)                                             | Ritirati (Settimana 4 - Giorno 25)                                             | Ritirati (Settimana 4 - Giorno 25)                                             | Ritirati (Settimana 4 - Giorno 25)                                             | Ritirati (Settimana 4 - Giorno 25)                                             | Ritirati (Settimana 4 - Giorno 25)                                             | Ritirati (Settimana 4 - Giorno 25)                                             | Ritirati (Settimana 4 - Giorno 25)                                             | 6                           |
| Simone                         | Simone                     | In coppia con Alessandro          | In coppia con Alessandro    | In coppia con Alessandro                                                       | Assente                                                                        | Assente                                                                        | Ritirati (Settimana 4 - Giorno 25)                                                        | Ritirati (Settimana 4 - Giorno 25)                                             | Ritirati (Settimana 4 - Giorno 25)                                             | Ritirati (Settimana 4 - Giorno 25)                                             | Ritirati (Settimana 4 - Giorno 25)                                                         | Ritirati (Settimana 4 - Giorno 25)                                                         | Ritirati (Settimana 4 - Giorno 25)                                             | Ritirati (Settimana 4 - Giorno 25)                                                                  | Ritirati (Settimana 4 - Giorno 25)                                             | Ritirati (Settimana 4 - Giorno 25)                                             | Ritirati (Settimana 4 - Giorno 25)                                             | Ritirati (Settimana 4 - Giorno 25)                                             | Ritirati (Settimana 4 - Giorno 25)                                             | Ritirati (Settimana 4 - Giorno 25)                                             | Ritirati (Settimana 4 - Giorno 25)                                             | Ritirati (Settimana 4 - Giorno 25)                                             | Ritirati (Settimana 4 - Giorno 25)                                             | 4                           |
| Predolin                       | Predolin                   | Nathaly                           | Non votante                 | Ritirati (Settimana 3 - Giorno 15)                                             | Ritirati (Settimana 3 - Giorno 15)                                             | Ritirati (Settimana 3 - Giorno 15)                                             | Ritirati (Settimana 3 - Giorno 15)                                                        | Ritirati (Settimana 3 - Giorno 15)                                             | Ritirati (Settimana 3 - Giorno 15)                                             | Ritirati (Settimana 3 - Giorno 15)                                             | Ritirati (Settimana 3 - Giorno 15)                                                         | Ritirati (Settimana 3 - Giorno 15)                                                         | Ritirati (Settimana 3 - Giorno 15)                                             | Ritirati (Settimana 3 - Giorno 15)                                                                  | Ritirati (Settimana 3 - Giorno 15)                                             | Ritirati (Settimana 3 - Giorno 15)                                             | Ritirati (Settimana 3 - Giorno 15)                                             | Ritirati (Settimana 3 - Giorno 15)                                             | Ritirati (Settimana 3 - Giorno 15)                                             | Ritirati (Settimana 3 - Giorno 15)                                             | Ritirati (Settimana 3 - Giorno 15)                                             | Ritirati (Settimana 3 - Giorno 15)                                             | Ritirati (Settimana 3 - Giorno 15)                                             | 4                           |
| Claudia                        | Claudia                    | In coppia con Pamela              | In coppia con Pamela        | Ritirati (Settimana 3 - Giorno 15)                                             | Ritirati (Settimana 3 - Giorno 15)                                             | Ritirati (Settimana 3 - Giorno 15)                                             | Ritirati (Settimana 3 - Giorno 15)                                                        | Ritirati (Settimana 3 - Giorno 15)                                             | Ritirati (Settimana 3 - Giorno 15)                                             | Ritirati (Settimana 3 - Giorno 15)                                             | Ritirati (Settimana 3 - Giorno 15)                                                         | Ritirati (Settimana 3 - Giorno 15)                                                         | Ritirati (Settimana 3 - Giorno 15)                                             | Ritirati (Settimana 3 - Giorno 15)                                                                  | Ritirati (Settimana 3 - Giorno 15)                                             | Ritirati (Settimana 3 - Giorno 15)                                             | Ritirati (Settimana 3 - Giorno 15)                                             | Ritirati (Settimana 3 - Giorno 15)                                             | Ritirati (Settimana 3 - Giorno 15)                                             | Ritirati (Settimana 3 - Giorno 15)                                             | Ritirati (Settimana 3 - Giorno 15)                                             | Ritirati (Settimana 3 - Giorno 15)                                             | Ritirati (Settimana 3 - Giorno 15)                                             | 0                           |
|                                |                            |                                   |                             |                                                                                |                                                                                |                                                                                |                                                                                           |                                                                                |                                                                                |                                                                                |                                                                                            |                                                                                            |                                                                                | |                                                                                |                                                                                |                                                                                |                                                                                |                                                                                |                                                                                |                                                                                |                                                                                |                                                                                |                             |
| Coppie                         | Alessandra & Fabio         | Christopher                       | Nathaly                     | Christopher                                                                    | Partecipanti singolarmente (Giorno 22)                                         | Partecipanti singolarmente (Giorno 22)                                         | Partecipanti singolarmente (Giorno 22)                                                    | Partecipanti singolarmente (Giorno 22)                                         | Partecipanti singolarmente (Giorno 22)                                         | Partecipanti singolarmente (Giorno 22)                                         | Partecipanti singolarmente (Giorno 22)                                                     | Partecipanti singolarmente (Giorno 22)                                                     | Partecipanti singolarmente (Giorno 22)                                         | Partecipanti singolarmente (Giorno 22)                                                              | Partecipanti singolarmente (Giorno 22)                                         | Partecipanti singolarmente (Giorno 22)                                         | Partecipanti singolarmente (Giorno 22)                                         | Partecipanti singolarmente (Giorno 22)                                         | Partecipanti singolarmente (Giorno 22)                                         | Partecipanti singolarmente (Giorno 22)                                         | Partecipanti singolarmente (Giorno 22)                                         | Partecipanti singolarmente (Giorno 22)                                         | Partecipanti singolarmente (Giorno 22)                                         | 1                           |
| Coppie                         | Alessandro & Simone        | Helena                            | Helena                      | Cristina                                                                       | Partecipanti singolarmente (Giorno 22)                                         | Partecipanti singolarmente (Giorno 22)                                         | Partecipanti singolarmente (Giorno 22)                                                    | Partecipanti singolarmente (Giorno 22)                                         | Partecipanti singolarmente (Giorno 22)                                         | Partecipanti singolarmente (Giorno 22)                                         | Partecipanti singolarmente (Giorno 22)                                                     | Partecipanti singolarmente (Giorno 22)                                                     | Partecipanti singolarmente (Giorno 22)                                         | Partecipanti singolarmente (Giorno 22)                                                              | Partecipanti singolarmente (Giorno 22)                                         | Partecipanti singolarmente (Giorno 22)                                         | Partecipanti singolarmente (Giorno 22)                                         | Partecipanti singolarmente (Giorno 22)                                         | Partecipanti singolarmente (Giorno 22)                                         | Partecipanti singolarmente (Giorno 22)                                         | Partecipanti singolarmente (Giorno 22)                                         | Partecipanti singolarmente (Giorno 22)                                         | Partecipanti singolarmente (Giorno 22)                                         | 4                           |
| Coppie                         | Gian Maria & Pamela        | Non in coppia                     | Non in coppia               | Christopher                                                                    | Partecipanti singolarmente (Giorno 22)                                         | Partecipanti singolarmente (Giorno 22)                                         | Partecipanti singolarmente (Giorno 22)                                                    | Partecipanti singolarmente (Giorno 22)                                         | Partecipanti singolarmente (Giorno 22)                                         | Partecipanti singolarmente (Giorno 22)                                         | Partecipanti singolarmente (Giorno 22)                                                     | Partecipanti singolarmente (Giorno 22)                                                     | Partecipanti singolarmente (Giorno 22)                                         | Partecipanti singolarmente (Giorno 22)                                                              | Partecipanti singolarmente (Giorno 22)                                         | Partecipanti singolarmente (Giorno 22)                                         | Partecipanti singolarmente (Giorno 22)                                         | Partecipanti singolarmente (Giorno 22)                                         | Partecipanti singolarmente (Giorno 22)                                         | Partecipanti singolarmente (Giorno 22)                                         | Partecipanti singolarmente (Giorno 22)                                         | Partecipanti singolarmente (Giorno 22)                                         | Partecipanti singolarmente (Giorno 22)                                         | 0                           |
| Coppie                         | Mazzoli & Noise            | Fiore                             | Nathaly                     | Cristina                                                                       | Partecipanti singolarmente (Giorno 22)                                         | Partecipanti singolarmente (Giorno 22)                                         | Partecipanti singolarmente (Giorno 22)                                                    | Partecipanti singolarmente (Giorno 22)                                         | Partecipanti singolarmente (Giorno 22)                                         | Partecipanti singolarmente (Giorno 22)                                         | Partecipanti singolarmente (Giorno 22)                                                     | Partecipanti singolarmente (Giorno 22)                                                     | Partecipanti singolarmente (Giorno 22)                                         | Partecipanti singolarmente (Giorno 22)                                                              | Partecipanti singolarmente (Giorno 22)                                         | Partecipanti singolarmente (Giorno 22)                                         | Partecipanti singolarmente (Giorno 22)                                         | Partecipanti singolarmente (Giorno 22)                                         | Partecipanti singolarmente (Giorno 22)                                         | Partecipanti singolarmente (Giorno 22)                                         | Partecipanti singolarmente (Giorno 22)                                         | Partecipanti singolarmente (Giorno 22)                                         | Partecipanti singolarmente (Giorno 22)                                         | 0                           |
| Coppie                         | Claudia & Pamela           | Predolin                          | Nathaly                     | Pamela partecipante singolarmente, in quanto Claudia si è ritirata (Giorno 15) | Pamela partecipante singolarmente, in quanto Claudia si è ritirata (Giorno 15) | Pamela partecipante singolarmente, in quanto Claudia si è ritirata (Giorno 15) | Pamela partecipante singolarmente, in quanto Claudia si è ritirata (Giorno 15)            | Pamela partecipante singolarmente, in quanto Claudia si è ritirata (Giorno 15) | Pamela partecipante singolarmente, in quanto Claudia si è ritirata (Giorno 15) | Pamela partecipante singolarmente, in quanto Claudia si è ritirata (Giorno 15) | Pamela partecipante singolarmente, in quanto Claudia si è ritirata (Giorno 15)             | Pamela partecipante singolarmente, in quanto Claudia si è ritirata (Giorno 15)             | Pamela partecipante singolarmente, in quanto Claudia si è ritirata (Giorno 15) | Pamela partecipante singolarmente, in quanto Claudia si è ritirata (Giorno 15)                      | Pamela partecipante singolarmente, in quanto Claudia si è ritirata (Giorno 15) | Pamela partecipante singolarmente, in quanto Claudia si è ritirata (Giorno 15) | Pamela partecipante singolarmente, in quanto Claudia si è ritirata (Giorno 15) | Pamela partecipante singolarmente, in quanto Claudia si è ritirata (Giorno 15) | Pamela partecipante singolarmente, in quanto Claudia si è ritirata (Giorno 15) | Pamela partecipante singolarmente, in quanto Claudia si è ritirata (Giorno 15) | Pamela partecipante singolarmente, in quanto Claudia si è ritirata (Giorno 15) | Pamela partecipante singolarmente, in quanto Claudia si è ritirata (Giorno 15) | Pamela partecipante singolarmente, in quanto Claudia si è ritirata (Giorno 15) | 0                           |
|                                |                            |                                   |                             |                                                                                |                                                                                |                                                                                |                                                                                           |                                                                                |                                                                                |                                                                                |                                                                                            |                                                                                            |                                                                                | |                                                                                |                                                                                |                                                                                |                                                                                |                                                                                |                                                                                |                                                                                |                                                                                |                                                                                |                             |
| Nominato dal/dai leader        | Nominato dal/dai leader    | Helena                            | Fiore                       | Cristina                                                                       | Mazzoli Noise                                                                  | Mazzoli Noise                                                                  | Pamela Fabio                                                                              | Corinne                                                                        | Corinne                                                                        | Corinne                                                                        | Fabio                                                                                      | Fabio                                                                                      | Nessuno                                                                        | Gian Maria                                                                                          | Nessuno                                                                        | Nessuno                                                                        | Nessuno                                                                        | Cristina                                                                       | Nessuno                                                                        | Nessuno                                                                        | Nessuno                                                                        | Nessuno                                                                        | Nessuno                                                                        |                             |
| Nominati dal gruppo            | Nominati dal gruppo        | Predolin                          | Alessandro & Simone Nathaly | Andrea Christopher                                                             | Helena                                                                         | Helena                                                                         | Helena                                                                                    | Luca Mazzoli                                                                   | Luca Mazzoli                                                                   | Luca Mazzoli                                                                   | Nathaly Alessandra                                                                         | Nathaly Alessandra                                                                         | Gian Maria                                                                     | Helena                                                                                              | Gian Maria                                                                     | Nessuno                                                                        | Nessuno                                                                        | Luca                                                                           | Nessuno                                                                        | Nessuno                                                                        | Nessuno                                                                        | Nessuno                                                                        | Nessuno                                                                        |                             |
| Nominati dopo una prova        | Nominati dopo una prova    | Nessuno                           | Nessuno                     | Nessuno                                                                        | Fiore Gian Maria                                                               | Fiore Gian Maria                                                               | Nessuno                                                                                   | Nathaly Pamela                                                                 | Nathaly Pamela                                                                 | Nathaly Pamela                                                                 | Nessuno                                                                                    | Nessuno                                                                                    | Helena Alessandra Andrea Fabio                                                 | Nessuno                                                                                             | Nessuno                                                                        | Alessandra                                                                     | Cristina                                                                       | Nessuno                                                                        | Alessandra Luca                                                                | Luca Pamela                                                                    | Andrea Luca                                                                    | Nessuno                                                                        | Nessuno                                                                        |                             |
| Salvato dal televoto           | Salvato dal televoto       | Nessuno                           | Helena 63% per salvare      | Fiore 47% per salvare Alessandro & Simone 27% per salvare                      | Cristina 62% per salvare Andrea 23% per salvare                                | Cristina 62% per salvare Andrea 23% per salvare                                | Mazzoli 34% per salvare Noise 32% per salvare Helena 17% per salvare Fiore 9% per salvare | Fabio 35,2% per salvare Pamela 34,5% per salvare                               | Fabio 35,2% per salvare Pamela 34,5% per salvare                               | Fabio 35,2% per salvare Pamela 34,5% per salvare                               | Mazzoli 54% per salvare Pamela 21% per salvare Nathaly 10% per salvare Luca 8% per salvare | Mazzoli 54% per salvare Pamela 21% per salvare Nathaly 10% per salvare Luca 8% per salvare | Fabio 50,58% per salvare                                                       | Andrea 33% per salvare Helena 32% per salvare Gian Maria 15% per salvare Alessandra 13% per salvare | Gian Maria 63% per salvare                                                     | Cristina 48% per salvare                                                       | Cristina 48% per salvare                                                       | Cristina 48% per salvare                                                       | Luca 67% per salvare                                                           | Luca 45% per eliminare                                                         | Luca 37% per eliminare                                                         | Luca 40% per eliminare                                                         | Mazzoli 62% per vincere                                                        |                             |
| Eliminato dal televoto         | Eliminato dal televoto     | Nessuno                           | Predolin 37% per salvare    | Nathaly 26% per salvare                                                        | Christopher 15% per salvare                                                    | Christopher 15% per salvare                                                    | Gian Maria 8% per salvare                                                                 | Helena 30,3% per salvare                                                       | Helena 30,3% per salvare                                                       | Helena 30,3% per salvare                                                       | Corinne 7% per salvare                                                                     | Corinne 7% per salvare                                                                     | Nathaly 49,42% per salvare                                                     | Fabio 7% per salvare                                                                                | Helena 37% per salvare                                                         | Alessandra 38% per salvare Gian Maria 14% per salvare                          | Alessandra 38% per salvare Gian Maria 14% per salvare                          | Alessandra 38% per salvare Gian Maria 14% per salvare                          | Cristina 33% per salvare                                                       | Alessandra 55% per eliminare                                                   | Pamela 63% per eliminare                                                       | Andrea 60% per eliminare                                                       | Luca 38% per vincere                                                           |                             |
| Vittime del bacio di Giuda     | Vittime del bacio di Giuda | Nessuno                           | Nessuno                     | Andrea                                                                         | Nessuno                                                                        | Nessuno                                                                        | Mazzoli                                                                                   | Alessandra                                                                     | Alessandra                                                                     | Alessandra                                                                     | Nathaly                                                                                    | Nathaly                                                                                    | Andrea                                                                         | Helena                                                                                              | Luca                                                                           | Luca Mazzoli                                                                   | Luca Mazzoli                                                                   | Luca Mazzoli                                                                   | Nessuno                                                                        | Nessuno                                                                        | Nessuno                                                                        | Nessuno                                                                        | Nessuno                                                                        |                             |
| Televoti alternativi           | Televoti alternativi       | Luca 67% per entrare in gioco     | Nessuno                     | Nessuno                                                                        | Nessuno                                                                        | Nessuno                                                                        | : Nathaly 68% per rientrare in gioco                                                      | : Gian Maria 65% per salvare                                                   | : Gian Maria 65% per salvare                                                   | : Gian Maria 65% per salvare                                                   | Nessuno                                                                                    | Nessuno                                                                                    | Nessuno                                                                        | : Nathaly 52% per salvare                                                                           | : Nathaly 71% per salvare                                                      | : Alessandra 68% per salvare                                                   | : Alessandra 68% per salvare                                                   | : Alessandra 68% per salvare                                                   | Nessuno                                                                        | Nessuno                                                                        | Nessuno                                                                        | Nessuno                                                                        | Nessuno                                                                        |                             |
| Televoti alternativi           | Televoti alternativi       | Jhonatan 33% per entrare in gioco | Nessuno                     | Nessuno                                                                        | Nessuno                                                                        | Nessuno                                                                        | Christopher 32% per rientrare in gioco                                                    | Christopher 35% per salvare                                                    | Christopher 35% per salvare                                                    | Christopher 35% per salvare                                                    | Nessuno                                                                                    | Nessuno                                                                                    | Nessuno                                                                        | Fabio 48% per salvare                                                                               | Helena 29% per salvare                                                         | Nathaly 32% per salvare                                                        | Nathaly 32% per salvare                                                        | Nathaly 32% per salvare                                                        | Nessuno                                                                        | Nessuno                                                                        | Nessuno                                                                        | Nessuno                                                                        | Nessuno                                                                        |                             |
| Naufraghi su isole alternative | Isola di Sant'Elena        | Nessuno                           | Predolin                    | Nathaly                                                                        | Christopher Nathaly                                                            | Christopher Nathaly                                                            | Christopher Gian Maria                                                                    | Gian Maria Helena                                                              | Gian Maria Helena                                                              | Gian Maria Helena                                                              | Nessuno                                                                                    | Nessuno                                                                                    | Nessuno                                                                        | Nessuno                                                                                             | Nessuno                                                                        | Nessuno                                                                        | Nessuno                                                                        | Nessuno                                                                        | Nessuno                                                                        | Nessuno                                                                        | Nessuno                                                                        | Nessuno                                                                        | Nessuno                                                                        |                             |
| Naufraghi su isole alternative | Ultima spiaggia            | Nessuno                           | Nessuno                     | Nessuno                                                                        | Nessuno                                                                        | Nessuno                                                                        | Nessuno                                                                                   | Nessuno                                                                        | Nessuno                                                                        | Nessuno                                                                        | Corinne                                                                                    | Corinne                                                                                    | Nathaly                                                                        | Nathaly Fabio                                                                                       | Helena Nathaly                                                                 | Alessandra Gian Maria Nathaly                                                  | Alessandra Gian Maria Nathaly                                                  | Alessandra Nathaly                                                             | Nessuno                                                                        | Nessuno                                                                        | Nessuno                                                                        | Nessuno                                                                        | Nessuno                                                                        |                             |
| Naufraghi su isole alternative | Cayo Paloma                | Nessuno                           | Nessuno                     | Nessuno                                                                        | Nessuno                                                                        | Nessuno                                                                        | Nessuno                                                                                   | Nessuno                                                                        | Nessuno                                                                        | Nessuno                                                                        | Nessuno                                                                                    | Nessuno                                                                                    | Nessuno                                                                        | Nessuno                                                                                             | Nessuno                                                                        | Nessuno                                                                        | Nessuno                                                                        | Pamela Luca Mazzoli Andrea Cristina                                            | Nessuno                                                                        | Nessuno                                                                        | Nessuno                                                                        | Nessuno                                                                        | Nessuno                                                                        |                             |
| Nuovi sbarchi                  | Nuovi sbarchi              | Luca Vetrone                      | Nessuno                     | Gian Maria Sainato                                                             | Nessuno                                                                        | Nessuno                                                                        | Nessuno                                                                                   | Nessuno                                                                        | Nessuno                                                                        | Nessuno                                                                        | Nessuno                                                                                    | Nessuno                                                                                    | Nessuno                                                                        | Nessuno                                                                                             | Nessuno                                                                        | Nessuno                                                                        | Nessuno                                                                        | Nessuno                                                                        | Nessuno                                                                        | Nessuno                                                                        | Nessuno                                                                        | Nessuno                                                                        | Nessuno                                                                        |                             |
| Ritirati                       | Ritirati                   | Nessuno                           | Nessuno                     | Claudia Predolin                                                               | Alessandro Simone                                                              | Alessandro Simone                                                              | Fiore                                                                                     | Noise                                                                          | Noise                                                                          | Noise                                                                          | Nessuno                                                                                    | Nessuno                                                                                    | Nessuno                                                                        | Nessuno                                                                                             | Nessuno                                                                        | Nessuno                                                                        | Nessuno                                                                        | Nessuno                                                                        | Nessuno                                                                        | Nessuno                                                                        | Nessuno                                                                        | Nessuno                                                                        | Nessuno                                                                        |                             |

## Cronologia degli episodi

### Prima puntata
Dopo che sono state mostrate le immagini delle precedenti edizioni, inizia la nuova edizione dalla voce dello Spirito dell'Isola. La conduttrice Ilary Blasi accende lo studio e presenta il nuovo opinionista, Enrico Papi (che è subentrato al posto di Nicola Savino) e la riconfermata Vladimir Luxuria, poi si collega con Alvin, che è stato nuovamente riconfermato come inviato. Viene mostrata la clip di presentazione delle prime tre naufraghe: Corinne Cléry, Fiore Argento ed Helena Prestes, che si trovano sull'elicottero pronte a salpare sull'isola. In seguito viene mostrato il filmato di presentazione dell'ex suora Cristina Scuccia, che è pronta a tuffarsi dall'elicottero. Tramite un filmato di presentazione viene presentata la coppia formata da Alessandro Cecchi Paone e Simone Antolini, che si trovano su un motoscafo pronti a sbarcare su Playa Palapa. Viene mostrata una clip di presentazione di altre tre donne: Claudia Motta, Nathaly Caldonazzo e Pamela Camassa, che si tuffano dall'elicottero pronte a sbarcare sull'isola. Tramite un filmato viene presentata un'altra coppia: Marco Mazzoli e Paolo Noise, che arrivano su un quad, ma c'è l'elicottero che li attende. Viene svolta la prima prova ricompensa dalla sola Tribù delle Chicas, che mette in palio la possibilità di diventare leader e altri premi tra cui papaya, amo da pesca, pala, corda, telo, pentola, fagioli e machete. Alla fine della prova tutte riescono a guadagnare due elementi a testa, ma Helena è la prima candidata leader che diventa anche immune. Tramite una clip di presentazione viene presentato il duo musicale Jalisse, composto da Alessandra Drusian e Fabio Ricci, che percorrono una scala per poi raggiungere Playa Palapa. Intanto, Mazzoli e Noise si trovano sull'elicottero pronti a tuffarsi. La Tribù degli Accopiados, dopo essersi completata, affronta la stessa prova ricompensa della Tribù delle Chicas. Al termine della prova Simone vince, divenendo il secondo candidato leader. Con una clip di presentazione vengono presentati tre uomini: Andrea Lo Cicero, Christopher Leoni e Marco Predolin, che sbarcano su Playa Palapa al bordo di un cayuco. La conduttrice comunica che oltre alle due tribù, che si sono già formate, ci sarà anche una terza: la Tribù degli Hombres e che oltre ad Andrea, Christopher e Predolin, si aggiungerà anche un quarto uomo tra i Bonitos Luca Vetrone e Jhonatan Andres Mujica Carrillo, i quali dovranno vedersela tramite un televoto flash per stabilire chi tra i due entrerà in gioco, mentre l'altro verrà eliminato. Viene chiuso il televoto, così a dare il verdetto è stesso Alvin, che fa cadere in acqua Jhonatan (il quale aveva ottenuto il 33% dei voti), mentre Luca con il 67% entra a far parte della Tribù degli Hombres. Viene precisato che la Tribù delle Chicas comprende molte donne, così la tribù è costretta ad escludere due delle loro componenti. Tramite una catena di salvataggio, che viene iniziata da Helena (in quanto immune), viene esclusa Claudia, che di conseguenza dovrà scegliere una delle sue compagne in modo da formare una coppia per la Tribù degli Accopiados. Alla fine Claudia sceglie Pamela. Viene svolta la prova leader tramite la prova dei letti inclinati, la quale viene svolta da Simone per la Tribù degli Accopiados, Andrea per la Tribù degli Hombres ed Helena per la Tribù delle Chicas. La prova termina con la vittoria di Simone, che diventa leader insieme ad Alessandro e ottiene l'immunità dalle nomination per tutta la sua tribù. La puntata si conclude con le nomination: i nominati della puntata sono Predolin (nominato dal gruppo) ed Helena (nominata dai leader, Alessandro & Simone).

### Seconda puntata
Ilary Blasi entra in studio dove saluta gli opinionisti, per poi si collegarsi con l'inviato Alvin e i naufraghi, che si trovano nella Tana dei Serpenti. Su Playa Palapa le tre tribù sono chiamate a svolgere la prova ricompensa che viene svolta e superata da tutti. I nominati Helena Prestes e Marco Predolin sono chiamati a raggiungere il galeone, dove li attende l'esito del televoto. La conduttrice chiude il televoto e annuncia che il naufrago ad essere eliminato è Predolin con il 37% dei voti, il quale è stato sconfitto da Helena con il 63%. Al concorrente eliminato viene offerta l'opportunità di continuare il suo percorso, così viene accompagnato su un'altra isola, L'isola di Sant'Elena. Marco Mazzoli e Paolo Noise sono chiamati in postazione nomination per discutere della nostalgia delle loro mogli e in seguito vengono invitati a raggiungere Playa Palapa per svolgere la prova dell'uomo vitruviano che propone come ricompensa i cartonati delle proprie mogli. La prova viene superata da Mazzoli dopo che è rimasto appeso per almeno 3 minuti, facendo vincere anche al suo compagno Noise, che è caduto in acqua per primo. Andrea Lo Cicero, Christopher Leoni e Luca Vetrone sono chiamati in postazione nomination per scegliere chi tra loro tre dovrà partecipare alla prova leader per la Tribù degli Hombres. Con la maggioranza delle preferenze Andrea dovrà affrontare la prova leader con altri due aspiranti leader. In Palapa le altre due tribù sono chiamate a scrivere su una lavagnetta il naufrago che dovrà affrontare la prova leader: la Tribù delle Chicas sceglie Helena, mentre la Tribù degli Accopiados sceglie Simone Antolini. Le tre tribù raggiungono la spiaggia per svolgere la prova leader, la quale viene vinta da Andrea, che di diventa leader e ottiene l'immunità dalle nomination per tutta la sua tribù. La conduttrice comunica che la prossima puntata andrà in onda martedì 2 maggio 2023 e vedrà Asia Argento sbarcare in Honduras. Predolin una volta sbarcato sull'Isola di Sant'Elena, accetta di continuare il suo percorso. La puntata si conclude con le nomination: i nominati della puntata sono Alessandro & Simone e Nathaly (nominati dal gruppo) e Fiore Argento (nominata dal leader, Andrea).

### Terza puntata
Ilary Blasi entra in studio dove saluta gli opinionisti, per poi si collegarsi con l'inviato Alvin che spiega che la naufraga Claudia Motta a causa di un infortunio subito lo scorso sabato non può più rientrare in gioco, venendo costretta al ritiro. Viene chiuso il televoto e con il primo verdetto a salvarsi per prima è Fiore Argento con il 47% dei voti, mentre Nathaly Caldonazzo e la coppia formata da Alessandro Cecchi Paone & Simone Antolini rimane in bilico. Intanto, Asia Argento dopo essersi tuffata dall'elicottero sbarca sull'isola per fare una sorpresa a sua sorella Fiore. Quest'ultima viene invitata a raggiungere la Tana dei Serpenti, dove apre uno scrigno contenente una foto e subito dopo arriva sua sorella Asia. Quest'ultima, su Playa Palapa, dovrà svolgere la prova ricompensa per al posto dei naufraghi. Viene comunicato l'esito finale del televoto, in cui Nathaly con il 26% è la meno votata, mentre la coppia formata da Alessandro & Simone è salva con il 27%. Nathaly prima di abbandonare la Palapa, nomina Andrea Lo Cicero tramite il bacio di Giuda, che vale come un voto in nomination. Alla concorrente eliminata viene offerta l'opportunità di continuare il suo percorso, così viene accompagnata sull'Isola di Sant'Elena. Asia, che si trova in spiaggia, svolge la prova ricompensa, che consiste nella ricerca sottomarina delle chiavi giuste che consentiranno di aprire i lucchetti di tre forzieri, uno per ogni tribù. Al termine della prova Asia riesce ad aprire tutti e tre i forzieri, conquistando la pasta per tutti, ma hanno solo 2 minuti di tempo per mangiarla. In mare viene svolta la prova leader, la quale viene vinta da Simone, che diventa leader insieme ad Alessandro e ottiene l'immunità dalle nomination per tutta la sua tribù. Dopo che Claudia è stata costretta al ritiro, viene introdotto Gian Maria Sainato, un nuovo naufrago che farà coppia con Pamela Camassa per la Tribù degli Accopiados. A Nathaly, dopo essere sbarcata sull'Isola di Sant'Elena, viene comunicato che il naufrago Marco Predolin non è più presente, in quanto è stato costretto ad abbandonare il gioco a causa di problemi di salute. La puntata si conclude con le nomination: i nominati della puntata sono Andrea e Christopher Leoni (nominati dal gruppo) e Cristina Scuccia (nominata dai leader, Alessandro & Simone).

### Quarta puntata
Ilary Blasi entra in studio dove saluta gli opinionisti e Marco Predolin, che era stato costretto a ritirarsi dal gioco a causa di uno svenimento e di esami del sangue non compatibili, poi si collega con la Tana dei Serpenti, dove l'inviato Alvin comunica gli aggiornamenti medici su due naufraghi: Fiore Argento si è infortunata a un mignolo, mentre Simone Antolini è assente, in quanto ha avuto un malessere. Viene chiuso il televoto e con il primo verdetto a salvarsi per prima è Cristina Scuccia con il 62% dei voti. Intanto, le mogli di Marco Mazzoli e Paolo Noise, insieme ai loro cani, sono pronte per sbarcare sull'isola per fare una sorpresa ai loro mariti. Viene comunicato l'esito finale del televoto, in cui Christopher Leoni con il 15% è il meno votato, mentre Andrea Lo Cicero con il 23% è salvo. Al concorrente eliminato viene offerta l'opportunità di continuare il suo percorso, così viene accompagnato sull'Isola di Sant'Elena. La conduttrice comunica ai naufraghi che la Tribù degli Accopiados verrà sciolta e ogni naufrago giocherà singolarmente: gli uomini andranno nella Tribù degli Hombres, mentre le donne nella Tribù delle Chicas. Su Playa Palapa viene svolta la prova ricompensa in apnea, in cui a partecipare sono Luca Vetrone per la Tribù degli Hombres ed Helena Prestes per la Tribù delle Chicas. La prova termina con la vittoria di Luca che ottiene come ricompensa la farina, passata di pomodoro e olio. Nella Tana dei Serpenti i naufraghi sono chiamati a svolgere una catena di salvataggio, che inizieranno a sorte tramite un bastoncino e al termine i naufraghi esclusi dalla catena andranno direttamente al televoto. Al termine delle catene di salvataggio gli esclusi sono: Gian Maria Sainato per la Tribù degli Hombres e Fiore per la Tribù delle Chicas. Mazzoli e Noise in postazione nomination rivedono le proprie mogli tramite il monitor e dopo aver capito dove si trovano le raggiungono sulla spiaggia, dove vengono portati anche i loro cani dall'inviato Alvin. Ciascuna tribù è chiamata a scegliere tramite le lavagnette chi tra i naufraghi dovrà affrontare la prova leader e chi vince sarà immune solo per sé stesso. Al termine delle scelte la Tribù degli Hombres con 4 voti sceglie Luca, mentre la Tribù delle Chichas con 3 voti sceglie Pamela Camassa ed entrambi dovranno vedersela nella Prova del girarrosto. Dopo dieci minuti la prova termina con la vittoria di entrambi, dato che nessuno dei due è caduto in acqua, e diventando così leader e immuni dalle nomination. Nathaly Caldonazzo dopo essere stata accompagnata su Playa Palapa, viene chiamata ad affrontare una prova per poter rientrare in gioco: deve superare il record di 8 minuti e 33 secondi (record di Isolde Kostner, naufraga della quindicesima edizione), rimanendo il più tempo possibile in apnea. Dopo 7 minuti Nathaly cede, non riuscendo a superare la prova e in seguito viene riaccompagnata sull'Isola di Sant'Elena, dove è già sbarcato l'eliminato Christopher. La puntata si conclude con le nomination: i nominati della puntata sono Fiore e Gian Maria (nominati in quanto esclusi dalla catena di salvataggio), Helena (nominata dal gruppo), Mazzoli (nominato dalla leader, Pamela) e Noise (nominato dal leader, Luca).

### Quinta puntata
Ilary Blasi entra in studio dove ricorda che il naufrago Simone Antolini ha dovuto abbandonare il gioco per problemi di salute e a causa della situazione Alessandro Cecchi Paone ha deciso di raggiungerlo, e nello stesso momento Claudia Motta si trova in studio dopo essersi ripresa dall'infortunio. La conduttrice saluta gli opinionisti, poi si collega con l'inviato Alvin e infine, chiude il televoto che vede coinvolti Gian Maria Sainato, Helena Prestes, Paolo Noise, Marco Mazzoli e Fiore Argento. Con l'esito del televoto i primi a salvarsi sono Noise, Fiore e Mazzoli, mentre Gian Maria ed Helena restano in bilico. Con l'esito finale, ad essere eliminato è Gian Maria con l'8% dei voti, sconfitto da Mazzoli con il 34%, Noise con il 32% ed Helena con il 17%. Gian Maria prima di abbandonare la Palapa, nomina Mazzoli tramite il bacio di Giuda, che vale come un voto in nomination. Alla concorrente eliminata viene offerta l'opportunità di continuare il suo percorso, così viene accompagnata sull'Isola di Sant'Elena. Fiore a causa di un infortunio al mignolo del piede, ha pensato di lasciare il gioco, poi la sorella Asia Argento, tramite collegamento telefonico, la invita a resistere e a rimanere. La Tribù delle Chicas e la Tribù degli Hombres sono chiamate a scolgere la prova ricompensa. La prova termina con la vittoria della Tribù degli Hombres, i quali ottengono come ricompensa una moka col caffè e mikado. Pamela Camassa, Corinne Cléry e Noise sono chiamati a raggiungere il centro della Palapa per superare le loro fobie e ottenere una ricompensa da dividere con altri tre naufraghi. Prima ancora di iniziare la prova Corinne, a causa della sua fobia per i serpenti, sviene in diretta, venendo poi soccorsa dell'inviato Alvin che la sorregge e in pochi istanti si riprende. In seguito, Corinne a causa del suo mancamento viene sostituita da Helena, che dovrà svolgere la prova ricompensa insieme a Noise e Pamela. La prova viene superata da tutti e tre, i quali dopo aver aperto i forzieri, ottengono come ricompensa la parmigiana di melanzane, potendola condividere con un naufrago a propria scelta (uno ciascuno): Pamela sceglie Cristina Scuccia, Noise sceglie Mazzoli ed Helena sceglie Corinne. I naufraghi sono chiamati a svolgere la prova leader, il quale dovrà nominare un suo compagno di tribù e una della tribù avversaria. Dopo 5 minuti e 20 secondi di resistenza la prova termina con la vittoria di Mazzoli, il quale ottiene l'immunità dalle nomination solo per sé stesso. Sull'Isola di Sant'Elena la conduttrice apre un televoto flash per stabilire chi tra Christopher Leoni e Nathaly Caldonazzo dovrà rientrare in gioco, mentre il perdente rimane sull'isola in cui si trova e scoprirà il proprio destino sulla Tana dei Serpenti. Nathaly e Christopher dopo che hanno raggiunto gli altri naufraghi, la conduttrice chiude il televoto flash e a rientrare in gioco è Nathaly con il 68%, mentre Christopher viene riportato sull'Isola di Sant'Elena. Cristina affronta una prova in cui è chiamata a recuperare dei serpenti di legno in soli tre minuti, restando legata ad un elastico. Cristina dopo che è riuscita a prendere cinque serpenti di legno, ottiene come ricompensa una doccia, che potrà regalare ai suoi compagni naufraghi, cosi sceglie: Mazzoli e Noise, Pamela ed Helena, Alessandra Drusian e Corinne, Luca Vetrone e Nathaly ed Andrea Lo Cicero e Fabio Ricci, i quali dovranno farsi la doccia in 30 secondi. In studio Simone, dopo essersi ripreso, annuncia che Melissa, la bambina di cinque anni a cui è molto legato è proprio sua figlia, avuta dalla sua ex fidanzata a diciassette anni, mentre Alessandro vorrebbe adottarla insieme a Simone. La conduttrice chiede per l'ultima volta a Fiore se vuole ritirarsi, quest'ultima decide di sì ed è ufficialmente fuori dal gioco. La puntata si conclude con le nomination: i nominati della puntata sono Helena (nominata dal gruppo), Fabio e Pamela (nominati dal leader, Mazzoli).

### Sesta puntata
Ilary Blasi entra in studio annunciando che nel corso della puntata la Tribù degli Hombres e la Tribù delle Chicas verranno entrambe sciolte, poi saluta gli opinionisti e Fiore Argento tornata in studio. La conduttrice si collega con l'inviato Alvin e i naufraghi, che intanto si trovano su Playa Palapa dove è assente Paolo Noise in quanto si trova a fare degli accertamenti medici e nel corso della puntata dovrebbe unirsi al gruppo. Intanto, Aldo Montano e Nikita Pelizon si trovano sull'elicottero pronti a tuffarsi per raggiungere Playa Palapa per fare una sorpresa a tutti i naufraghi, in particolare i loro amici Andrea Lo Cicero ed Helena Prestes. Sulla spiaggia viene svolta una prova nella quale a partecipare sono Helena (con Nikita) per la Tribù delle Chicas contro Andrea (con Aldo) per la Tribù degli Hombres e al termine della prova due membri della tribù perdente è chiamata a pescare dei cocchi da un forziere che sé trovano dei cocchi con interno nero andranno dritti in nomination. La prova termina con la vittoria della Tribù degli Hombres, mentre la Tribù delle Chicas, in quanto perdente, è sotto la maledizione del pirata. Dopo che il resto dei naufraghi sono usciti dalla Palapa, entra Noise che annuncia che è costretto ad abbandonare il gioco a causa di problemi di salute e in seguito viene raggiunto dall'amico Marco Mazzoli per un ultimo saluto e infine anche il resto dei naufraghi. In mare viene svolta una prova ricompensa e a partecipare sono la Tribù degli Hombres (con Aldo) contro la Tribù delle Chicas (con Nikita). La prova viene vinta dalla Tribù delle Chicas (con Nikita) che ottiene come ricompensa dei cheeseburger. Viene chiuso il televoto e ad abbandonare l'isola è Helena con il 30,3% dei voti, la quale è stata sconfitta da Fabio Ricci con il 35,20% e da Pamela Camassa con il 34,5%. Helena prima di abbandonare la Palapa dà il bacio di Giuda ad Alessandra Drusian, che vale come un voto in nomination. Alla concorrente eliminata viene offerta l'opportunità di continuare il suo percorso, così viene accompagnata sull'Isola di Sant'Elena. Ai naufraghi viene svelata la maledizione del pirata, la quale prevede che due naufraghi vanno dritti al televoto dopo che hanno pescato a sorte da un forziere dei cocchi bianchi per i vincitori e quelli neri per i perdenti. Al termine della pesca a sorte Pamela e Nathaly Caldonazzo, dopo che hanno pescato i cocchi neri, vanno dritte in nomination. Aldo è chiamato a svolgere la prova del bacio in apnea per 90 secondi totali. durante i quali deve baciare tre naufraghe della Tribù delle Chicas: Nathaly, Corinne Cléry e Alessandra. La prova viene superata, così Aldo ottiene un letto per dormire per tutta la Tribù delle Chicas. Tra i naufraghi scatta una catena di salvataggio che inizia da Pamela e Nathaly, in quanto già al televoto e al termine di essa ad essere escluso è Luca Vetrone che va dritto al televoto. Helena, insieme a Nikita, sbarca sull'Isola di Sant'Elena, dove risiedono già Christopher Leoni e Gian Maria Sainato e solo uno dei due potrà rimanere con Helena. In seguito la conduttrice apre un televoto flash per stabilire chi tra Christopher e Gian Maria dovrà rimanere in gioco. Alessandra, Andrea, Corinne, Cristina Scuccia, Fabio e Mazzoli sono chiamati a svolgere la prova leader, la quale termina con la vittoria di Andrea, il quale ottiene l'immunità dalle nomination per sé stesso. Sull'Isola di Sant'Elena viene chiuso il televoto e ad essere eliminato definitivamente è Christopher con il 35% dei voti, dopo che è stato sconfitto da Gian Maria con il 65%. In seguito viene annunciato che le due tribù sono state ufficialmente sciolte e che ognuno gareggerà per conto proprio, mentre gli ospiti della puntata, Aldo e Nikita, rimarranno sull'isola solo per una notte. La puntata si conclude con le nomination: i nominati della puntata sono Pamela e Nathaly (nominate dopo che hanno pescato da un forziere dei cocchi neri nella prova della maledizione del pirata), Luca (nominato in quanto escluso dalla catena di salvataggio), Mazzoli (nominato dal gruppo) e Corinne (nominata dal leader, Andrea).

### Settima puntata
Dopo che vengono mostrati alcuni fatti più salienti accaduti in settimana, Ilary Blasi entra in studio dove ricordando che nella puntata precedente le tribù erano state sciolte. Una volta salutati gli opinionisti, si collega con i naufraghi che sono al televoto (Corinne Cléry, Luca Vetrone, Marco Mazzoli, Nathaly Caldonazzo e Pamela Camassa), i quali si trovano isolati su una barca in attesa del loro destino. Viene chiuso il televoto e a salvarsi per primi sono, rispettivamente, Mazzoli con il 54%, Luca con l'8% e Pamela con il 21%, mentre Nathaly e Corinne rimangono in bilico. La conduttrice saluta Christopher Leoni, presente in studio in quanto primo eliminato. Andrea Lo Cicero e Mazzoli sono chiamati a sfidarsi a duello nella prova del girarrosto, che stabilirà il candidato che dovrà decidere sé mandare al televoto il suo avversario e in seguito dovrà partecipare alla prova leader. Dopo che sono passati 1 minuto e 33 secondi, Mazzoli cade dal girarrosto, consegnando la vittoria ad Andrea, il quale è il primo candidato a partecipare alla prova leader e decide di non mandare Mazzoli al televoto. Con il verdetto finale ad essere eliminata è Corinne con il 7% dei voti, la quale è stata sconfitta da Nathaly con il 10%. Helena prima di abbandonare l'isola dà il bacio di Giuda a Nathaly, che vale come un voto in nomination. Alla concorrente eliminata viene offerta l'opportunità di continuare il suo percorso, così viene accompagnata su un'altra isola, Ultima spiaggia, la quale ha preso il posto dell'Isola di Sant'Elena. Helena Prestes, dopo aver raggiunto gli altri naufraghi, è chiamata a svolgere una prova contro Alessandra Drusian, Cristina Scuccia e Pamela, la quale potrà lasciare L'isola di Sant'Elena insieme a Gian Maria Sainato e unirsi ai suoi ex compagni naufraghi. La prova termina con la vittoria di Helena, la quale rientra in gioco con Gian Maria. Quest'ultimo dopo aver raggiunto Playa Palapa viene informato che grazie ad Helena è di nuovo in gioco. Tutti i naufraghi, tranne Andrea e i riammessi Helena e Gian Maria, sono chiamati a svolgere una prova che stabilirà il secondo candidato che dovrà partecipare alla prova leader. La prova termina con la vittoria di Pamela, la quale diventa la seconda a partecipare alla prova leader contro Andrea. Tramite una catena di salvataggio, la quale parte dagli aspiranti leader Andrea e Pamela, viene esclusa Nathaly la quale va dritta al televoto. Intanto, Mazzoli riceve una sorpresa da parte del collega Paolo Noise, il quale è collegato dalla stazione radio di Miami di Radio 105. A Mazzoli gli viene chiesto di svolgere una prova: deve farsi fare la ceretta sulle braccia e sul petto per ottenere una pizza e dopo aver accettato di farsi depilare supera la prova. Viene svolta la prova leader tra Andrea e Pamela che oltre all'immunità, il leader potrà mandare un naufrago al televoto e salvarne uno già in nomination (in questo caso decide di salvare Alessandra). La prova viene vinta da Pamela, la quale ottiene l'immunità dalle nomination per sé stessa. In zona nomination, Mazzoli riceve un videomessaggio dell'amico Fabio Rovazzi, il quale lo sprona ad andare avanti e a vincere. Intanto, Corinne dopo essere sbarcata sulla nuova isola chiamata Ultima spiaggia, decide di abbandonare definitivamente il gioco e di voler tornare in Italia. La puntata si conclude con le nomination: i nominati della puntata sono Nathaly (nominata in quanto esclusa dalla catena di salvataggio), Alessandra (nominata dal gruppo, ma in seguito esclusa dalla leader Pamela) e Fabio Ricci (nominato dalla leader, Pamela).

### Ottava puntata
Ilary Blasi entra in studio dove saluta gli opinionisti, per poi si collegarsi con l'inviato Alvin. Vengono svolti dei duelli in apnea che porteranno all'elezione del primo finalista e alla seconda eliminazione della puntata. Così la prima a partecipare è Helena Prestes, mentre la sua sfidante deve stabilirlo la leader Pamela Camassa, così decide di scegliere se stessa. La prova termina con la vittoria di quest'ultima, mentre Helena è a rischio eliminazione. Viene chiuso il televoto e ad essere eliminata è Nathaly Caldonazzo con il 49,42% dei voti, la quale è stata sconfitta da Fabio Ricci con il 50,58%. Nathaly prima di abbandonare Playa Palapa, nomina Andrea Lo Cicero tramite il bacio di Giuda, che vale come un voto in nomination. Alla concorrente eliminata viene offerta l'opportunità di continuare il suo percorso, così viene accompagnata su l'Ultima spiaggia. Nel frattempo Carlo Motta ha raggiunto l'isola per fare una sorpresa per Helena. Viene svolto il secondo duello: Alessandra Drusian contro Cristina Scuccia, le quali devono recuperare in mare più bandierine possibili. La prova termina con la vittoria di Cristina, la quale si candida per la finale, mentre Alessandra dopo essere andata in stato di panico e aver perso la prova va a rischio eliminazione. Helena è invitata a raggiungere la spiaggia, dove deve tuffarsi in mare e recuperare in due minuti un sacchetto contenuto in uno scrigno con dentro un anello di Carlo, che raggiunge Helena su Playa Palapa. Si procede con i duelli degli uomini, che però sono in cinque, uno dei quali va escluso tramite una catena di salvataggio che inizia dalla leader Pamela e termina con Gian Maria Sainato che dopo essere stato escluso finisce direttamente in nomination. Pamela deve stabilire le due coppie di uomini che dovranno partecipare alla prova duello. Decide di far partecipare Marco Mazzoli e Luca Vetrone contro Andrea e Fabio ed entrambe le coppie dovranno vedersela nella prova dell'orologio hondureño. La prova termina con 2 a 1 di Mazzoli e Luca, i quali hanno sconfitto Andrea e Fabio che sono a rischio eliminazione. Viene aperto il televoto flash che per stabilire l'eliminato tra Helena, Alessandra, Gian Maria, Andrea e Fabio, e il meno votato dovrà abbandonare l'isola principale. Nel frattempo i quattro vincitori dei duelli (Cristina, Luca, Mazzoli e Pamela) dovranno sfidarsi in mare per stabilire il primo finalista dell'edizione. La prova termina con la vittoria di Pamela, la quale diventa leader e prima finalista dell'edizione. Viene chiuso il televoto flash: i primi naufraghi a salvarsi sono Alessandra con il 13%, Gian Maria con il 15% ed Helena con il 32% e con l'esito definitivo ad abbandonare Playa Palapa è Fabio con il 7%, il quale è stato sconfitto da Andrea con il 33%. Fabio prima di abbandonare l'isola, nomina Helena tramite il bacio di Giuda, che vale come un voto in nomination. Al concorrente eliminato viene offerta l'opportunità di continuare il suo percorso, così viene accompagnato su l'Ultima spiaggia. Mazzoli raggiunge la postazione nomination dove ha ricevuto come regalo un rasoio da parte del suo amico Paolo Noise, con il quale dovrà rasare i capelli a Luca in cambio di una ricompensa. Dopo tante incertezze, Luca accetta di farsi rasare i capelli da Mazzoli e ottiene delle bistecche come ricompensa per tutti i suoi compagni, i quali dovranno dividersele mentre lui ne mangia una intera insieme alla frittata preparata dalla madre. Nathaly, dopo essere sbarcata sull'Ultima spiaggia, viene raggiunta da Fabio e subito dopo che entrambi hanno deciso di rimanere viene aperto un televoto flash per stabilire chi salvare tra i due. Viene chiuso il televoto flash e ad essere eliminato definitivamente è Fabio con il 48%, il quale è stato sconfitto da Nathaly con il 52%. La puntata si conclude con le nomination: i nominati della puntata sono Helena (nominata dal gruppo) e Gian Maria (nominato dalla leader, Pamela).

### Nona puntata -Semifinale
Ilary Blasi entra in studio, senza musiche né sfilata di rito, ricordando e ringraziando Silvio Berlusconi con un applauso da parte sua, degli opinionisti e del pubblico, venuto a mancare lunedì 12 giugno 2023, giorno in cui doveva essere trasmessa la semifinale. La conduttrice saluta gli opinionisti per poi si collegarsi con l'inviato Alvin. Viene chiuso il televoto e ad abbandonare Playa Palapa è Helena Prestes con il 37% delle preferenze, la quale è stata sconfitta da Gian Maria Sainato con il 63%. Helena prima di abbandonare Playa Palapa, nomina Luca Vetrone tramite il bacio di Giuda, che vale come un voto in nomination. Alla concorrente eliminata viene offerta l'opportunità di continuare il suo percorso, così viene accompagnata sull'Ultima spiaggia. La conduttrice fa il punto della situazione, facendo intendere che solo tre naufraghi verranno proclamati finalisti (insieme a Pamela Camassa già finalista), mentre i rimanenti tre naufraghi verranno eliminati. In spiaggia viene svolta la prima prova, ovvero quella del Serpente hondureño che stabilirà il primo finalista dell'edizione. La prova termina con la vittoria di Luca, il quale diventa il secondo finalista dell'edizione. Quest'ultimo è chiamato a dare il via a una catena di salvataggio, nella quale Gian Maria rimane escluso andando dritto al televoto flash. Sulla Tana dei Serpenti Pamela è chiamata ad una scelta importante, che mette in palio una cena per ogni naufrago e dovrà accettare di entrare in un cerchio dove ci sono dei pali da estrarre a sorte. Pamela per non rischiare di perdere il suo posto da finalista decide di non partecipare alla prova. Sull'Ultima spiaggia dopo che Helena è sbarcata, viene aperto un televoto flash tra lei e Nathaly Caldonazzo per stabilire chi dovrà essere eliminata definitivamente. Sulla spiaggia principale, più precisamente in mare, viene svolta la seconda prova che stabilirà il terzo finalista dell'edizione. La prova termina con la vittoria di Marco Mazzoli, il quale viene proclamato terzo finalista. Sull'Ultima spiaggia viene chiuso il televoto flash tra Helena e Nathaly e con l'esito: ad essere eliminata è Helena con il 29%, la quale è stata sconfitta da Nathaly con il 71%. Mazzoli, appena eletto finalista, deve prima salvare un naufrago e poi deve decidere chi mandare al televoto flash, con Gian Maria, una tra Alessandra e Cristina. Mazzoli decide di mandare Alessandra al televoto flash con Gian Maria, così subito dopo la conduttrice apre il televoto. Fabio Alisei sbarca in Honduras per fare una sorpresa al suo amico Mazzoli. Quest'ultimo dopo aver raggiunto la postazione nomination viene informato che sta per ricevere una sorpresa, ma non gli viene svelata quale. Per scoprirlo dovrà svolgere una prova ricompensa, la quale consiste nel rimanere bendato e riconoscere almeno due naufraghi su tre, soltanto toccandoli nelle parti del corpo indicate dallo studio. Mazzoli dopo aver svolto la prova e riconosciuto due naufraghi, tra i quali c'è anche il suo amico Fabio, ottiene come ricompensa dei cuscini per dormire. In mare viene svolta viene svolta la terza prova per stabilire il quarto finalista tra Andrea Lo Cicero e Cristina Scuccia, i quali dovranno svolgere la prova rimanendo aggrappati ad un palo. Quest'ultima dopo solo cinque minuti cede e cade in mare per prima perdendo così la prova, mentre Andrea vince la prova e viene proclamato quarto finalista, dopo essere rimasto aggrappato al palo per tutto il tempo. In seguito viene aperto un televoto flash tra Alessandra, Cristina e Gian Maria, nel quale uno il più votato diventerà il quinto finalista, mentre i due meno votati verranno eliminati. Viene chiuso il televoto flash e a dover abbandonare Playa Palapa è Gian Maria con il 14%, seguito da Alessandra con il 38%, mentre Cristina con il 48% diventa quinta finalista. Gian Maria e Alessandra prima di abbandonare Playa Palapa, nominano rispettivamente Luca e Mazzoli tramite il bacio di Giuda, che vale come un voto in nomination. Ai due concorrenti eliminati viene offerta l'opportunità di continuare il proprio percorso, così vengono accompagnati sull'Ultima spiaggia. In postazione nomination Mazzoli e l'amico Fabio fanno alcune domande scomode alla conduttrice. Sull'isola principale viene svolta l'ultima prova leader tramite la prova del Il filo di Arianna. La prova termina con la vittoria di Andrea, il quale diventa l'ultimo leader e immune dalle nomination per sé stesso. Alessandra e Gian Maria una volta che hanno raggiunto Nathaly sull'Ultima spiaggia, dove il posto è sempre e soltanto per un naufrago, così gli viene chiesto chi di loro vuole continuare il proprio percorso ma Gian Maria stanco della situazione decide di non continuare venendo di conseguenza eliminato, mentre Alessandra decide di rimanere. Dopo quest'ultima decisione viene aperto un televoto flash per stabilire chi tra Alessandra e Nathaly dovrà continuare il proprio percorso diventando di conseguenza il sesto finalista, mentre il meno votato verrà eliminato definitivamente. In Palapa prima di svolgere le nomination, i naufraghi hanno la possibilità di specchiarsi davanti ad uno specchio dopo 61 giorni di permanenza. Sull'Ultima spiaggia. Viene chiuso il televoto flash e ad essere eliminata è Nathaly con il 32%, la quale è stata sconfitta da Alessandra con il 68% che vivrà in solitaria i prossimi tre giorni dopo essere stata proclamata sesta finalista. La puntata si conclude con le nomination: i nominati della puntata sono Luca (nominato dal gruppo) e Cristina (nominata dal leader, Andrea).

### Decima puntata -Finale
Dopo che la voce dello Spirito dell'Isola ha presentato i sei finalisti, ha inizio la finale della diciassettesima edizione de L'isola dei famosi. Ilary Blasi entra in studio dove saluta gli opinionisti, per poi si collegarsi con l'inviato Alvin che, uno per volta, fa entrare i primi cinque finalisti nella Palapa: Andrea Lo Cicero, Cristina Scuccia, Marco Mazzoli, Luca Vetrone e Pamela Camassa. Viene chiuso il televoto e ad essere eliminata è Cristina con il 33,1% dei voti che di conseguenza si è classificata al sesto posto, la quale è stata sconfitta da Luca con il 66,9%. I quattro finalisti vengono informati dell'esistenza dell'Ultima spiaggia, sulla quale risiede un altro finalista. Dopo vari indovinelli e sotterfugi scoprono che si tratta di Alessandra Druisian. In studio arriva l'eliminata della semifinale Helena Prestes, la quale viene raggiunta dal fidanzato Carlo Motta. I cinque finalisti rimasti (Alessandra, Andrea, Mazzoli, Luca e Pamela) affrontano la prima prova finalista in mare. La prova si conclude con la vittoria di Mazzoli, il quale deve scegliere chi condannare al televoto flash uno fra i finalisti rimasti, indicandolo con un machete. Mazzoli sceglie Alessandra, che di conseguenza con lo stesso metodo deve scegliere un altro naufrago, così decide di scegliere Luca. Viene aperto il televoto flash per stabilire chi tra Alessandra e Luca dovrà essere eliminato. In postazione nomination Luca parla del suo rapporto con sua madre, così una volta raggiunta la spiaggia viene bendato e grazie ad una corda viene accompagnato dritto dalla madre. In postazione nomination Alessandra dopo aver ricevuto un quadro con una sua fotografia e la scritta brava mamma, viene raggiunta dalla figlia Angelica Ricci. Viene chiuso il televoto flash e a rinunciare alla vittoria finale è Alessandra con il 55,4% che di conseguenza si è classificata al quinto posto, la quale è stata sconfitta da Luca con il 44,6%. In postazione nomination l'inviato Alvin rivive i momenti di amore-odio avuti nei confronti della conduttrice. I quattro naufraghi superstiti sono chiamati ad affrontare una seconda prova finalista, quella della pedana in mare dove i naufraghi devono resistere per più tempo possibile su un letto di legno che man mano si inclina verso il mare, con l'acqua che cade sul loro corpo. La prova termina con la vittoria di Andrea, che dopo aver resistito per più tempo possibile, deve decidere chi condannare al televoto flash uno tra i suoi compagni, indicandolo con un machete. Quest'ultimo decide di mandare al televoto flash Luca, il quale con la stessa procedura è chiamato a scegliere un altro naufrago, così sceglie Pamela. Viene aperto il televoto flash per stabilire chi tra Luca e Pamela dovrà essere eliminato. Quest'ultima in postazione nomination dopo aver ricevuto una sorpresa, viene raggiunta dalla sorella Manola Camassa. In postazione nomination Luca scopre, tramite il monitor, che suo fratello Giuseppe si trova in studio. Viene chiuso il televoto flash e ad essere eliminata è Pamela con il 63,0% che di conseguenza si è classificata al quarto posto, la quale è stata sconfitta da Luca con il 37,0%. In studio arriva l'eliminata Nathaly Caldonazzo, dove saluta e ringrazia tutti. I tre finalisti ancora in gioco sono chiamati a svolgere una prova in mare e stabilirà che due di loro andranno al televoto flash, mentre l'altro diventerà super-finalista. La prova termina con la vittoria di Mazzoli che di conseguenza diventa super-finalista, mentre Andrea e Luca dovranno vedersela al televoto flash per stabilire chi tra loro due dovrà essere eliminato. In postazione nomination Andrea riceve come sorpresa una maglietta on la scritta papà sei un campione da parte del figlio Ettore, mentre viene acclamato dalla moglie presente in studio. Viene chiuso il televoto flash e ad essere eliminato è Andrea con il 60,2% che di conseguenza si è classificato al terzo posto, il quale è stato sconfitto da Luca con il 39,8%. L'eliminato ringrazia tutti e, prima di salutare, rivive il suo best of. In studio la conduttrice apre il televoto flash per stabilire il vincitore tra Mazzoli e Luca. Nel frattempo l'inviato Alvin spegne la Palapa e ringrazia tutte le persone che lavorano per realizzare il programma. L'inviato Alvin accoglie sul palco allestito in mare i due naufraghi superstiti. Viene chiuso l'ultimo televoto flash e a vincere è Mazzoli con il 62,5% dei voti, mentre Luca con il 37,5% dei voti è secondo classificato. Mazzoli dedica la vittoria in particolare a Chico Forti, che si trova ingiustamente in carcere da ventiquattro anni. La conduttrice chiude l'edizione ringraziando tutti, soprattutto i telespettatori e lo staff del programma.

## Prove Leader
Nella tabella sono riassunte tutte le prove del Migliore (Leader) di questa edizione con i relativi risultati.
| Giorno | Concorrenti | Descrizione della prova | Esito |
| ------ | --- | --- | --- |
| 1      | Simone Antolini per la Tribù degli Accopiados, Andrea Lo Cicero per la Tribù degli Hombres, Helena Prestes per la Tribù delle Chicas         | Rimanere per più tempo possibile aggrappati su un letto di legno che pian piano si inclina verso l'acqua e sul quale cade del fango, e resistere il più a lungo possibile | Simone Antolini vince la prova diventando leader della settimana (insieme ad Alessandro Cecchi Paone), e ottenendo l'immunità dalle nomination per sé stesso e per tutta la sua tribù |
| 8      | Simone Antolini per la Tribù degli Accopiados, Andrea Lo Cicero per la Tribù degli Hombres, Helena Prestes per la Tribù delle Chicas         | Recuperare dei dischi sott'acqua e portarli sulla pedana | Andrea Lo Cicero vince la prova diventando leader della settimana, e ottenendo l'immunità dalle nomination per sé stesso e per tutta la sua tribù                                     |
| 16     | Tutti i naufraghi, tranne Gian Maria Sainato                                                                                                 | Rimanere per più tempo possibile appesi su una pedana che man mano si alza                                                                                                | Simone Antolini vince la prova diventando leader della settimana (insieme ad Alessandro Cecchi Paone), e ottenendo l'immunità dalle nomination per sé stesso e per tutta la sua tribù |
| 22     | Tramite le votazioni la Tribù degli Hombres con 4 voti sceglie Luca Vetrone, mentre la Tribù delle Chichas con 3 voti sceglie Pamela Camassa | Prova denominata: Prova del girarrosto. Resistere per più tempo possibile aggrappati a un attrezzo che ruota e cambia continuamente direzione                             | Visto che nessuno dei due cade in acqua, toccata la soglia dei dieci minuti sia Pamela Camassa che Luca Vetrone sono leader della settimana e immuni dalle nomination                 |
| 29     | Tutti i naufraghi tranne Nathaly Caldonazzo e Christopher Leoni (in quanto sull'Isola di Sant'Elena) e Fiore Argento (in quanto infortunata) | Rimanere in punta di piedi e tenere il totem in equilibrio tra la loro testa e la trave senza utilizzare le mani e a vincere la prova sarà colui che resterà più a lungo  | Marco Mazzoli vince la prova diventando leader della settimana, e ottenendo l'immunità dalle nomination per sé stesso                                                                 |
| 36     | Alessandra Drusian, Andrea Lo Cicero, Corinne Cléry, Cristina Scuccia, Fabio Ricci e Marco Mazzoli                                           | Restare in equilibrio su delle piattaforme che galleggiano per più tempo possibile                                                                                        | Andrea Lo Cicero vince la prova diventando leader della settimana, e ottenendo l'immunità dalle nomination per sé stesso                                                              |
| 43     | Andrea Lo Cicero e Pamela Camassa | Rimanere in equilibrio su un tappetto di papistelli, senza mai toccare la sabbia, con un tetto che si abbassa progressivamente sotto le proprie teste                     | Pamela Camassa vince la prova diventando leader della settimana, e ottenendo l'immunità dalle nomination per sé stessa                                                                |
| 50     | Pamela Camassa, Cristina Scuccia, Marco Mazzoli e Luca Vetrone                                                                               | Rimanere per più tempo possibile attaccati in bilico (tramite gambe e braccia) ad una sbarra nel mare                                                                     | Pamela Camassa vince la prova diventando leader della settimana, e ottenendo l'immunità dalle nomination per sé stessa                                                                |
| 61     | Andrea Lo Cicero, Pamela Camassa, Cristina Scuccia, Marco Mazzoli e Luca Vetrone                                                             | Prova denominata: Il filo di Arianna: Seguire un filo attorcigliato tra gli ostacoli e infine, raggiungere il traguardo                                                   | Andrea Lo Cicero vince la prova diventando leader della settimana, e ottenendo l'immunità dalle nomination per sé stesso                                                              |

## Prove ricompensa
In questa tabella sono riassunte le prove ricompensa di questa edizione con i loro risultati:
| Giorno | Concorrenti | Descrizione della prova | Premi in palio | Esito |
| ------ | --- | --- | --- | --- |
| 1      | La Tribù delle Chicas (Nathaly Caldonazzo, Cristina Scuccia, Helena Prestes, Corinne Cléry, Pamela Camassa, Fiore Argento, Claudia Motta) | Prova denominata: La boa di Arianna: Seguire una boa attaccata ad una corda intorcigliata e portarlo in un canestro sopraelevato in 3 minuti. Superata la prova ogni concorrente potrà scegliere una ricompensa tra una serie di scelte. Inoltre la prima a finire la prova ha la possibilità di partecipare alla prova leader di puntata, gareggiando per la propria tribù | Papaya, amo da pesca, pala, corda, telo, pentola, fagioli e machete                                                | Prova superata |
| 1      | La Tribù degli Accopiados (Alessandro Cecchi Paone e Simone Antolini, Fabio Ricci ed Alessandra Drusian, Marco Mazzoli e Paolo Noise)     | Superare un percorso in 3 minuti (poi aumentati a 6): Salire su una sbarra sospesa cercando di rimanere in equilibrio e continuare il percorso in un tunnel di corda ingarbugliata, sulla sabbia. Uscendo continuare su delle altalene di legno fino a completare il percorso                                                                                               | Amo da pesca, pentola, mestolo e machete                                                                           | Prova superata |
| 1      | La Tribù degli Hombres (Andrea Lo Cicero, Christopher Leoni, Marco Predolin, Luca Vetrone)                                                | Superare un percorso in 3 minuti (poi aumentati a 6): Salire su una sbarra sospesa cercando di rimanere in equilibrio e continuare il percorso in un tunnel di corda ingarbugliata, sulla sabbia. Uscendo continuare su delle altalene di legno fino a completare il percorso                                                                                               | Amo da pesca e machete                                                                                             | Prova superata |
| 8      | Tutti i concorrenti di tutte e tre le tribù: la Tribù degli Hombres, la Tribù delle Chicas e la Tribù degli Accopiados                    | Superare un percorso ad ostacoli, portando un braciere all'altare in un tempo massimo di 4 minuti | Fuoco, maschera, pentola e cibo                                                                                    | La Tribù degli Hombres arriva per prima e sceglie come ricompensa il fuoco, una pentola e il cibo, seguiti dalla Tribù delle Chicas che scelgono come ricompensa il fuoco e una maschera e infine, la Tribù degli Accopiados che sceglie come ricompensa il cibo                                                                    |
| 16     | Asia Argento per tutti i naufraghi | Ricercare sott'acqua le chiavi giuste che consentiranno di aprire i lucchetti di tre forzieri, uno per ogni tribù. Al termine della prova i naufraghi hanno solo 2 minuti di tempo per mangiare la pasta | Spaghetti al sugo con polpette                                                                                     | Prova superata |
| 22     | Luca Vetrone per la Tribù degli Hombres ed Helena Prestes per la Tribù delle Chicas                                                       | Rimanere in apnea per più tempo possibile in una vasca, tenendo il naso fuori dall'acqua, dove man mano sale il livello dell'acqua | Farina, passata di pomodoro e olio                                                                                 | Luca Vetrone supera e vince la prova per la Tribù degli Hombres |
| 29     | La Tribù degli Hombres contro la Tribù delle Chicas                                                                                       | Eseguire un percorso condotto da una passerella di legno in acqua, un naufrago per volta, recuperando i pezzi di un puzzle a statua e ricomponendolo per primi | Moka col caffè e mikado                                                                                            | La Tribù degli Hombres supera la prova e vince la ricompensa |
| 29     | Pamela Camassa, Helena Prestes e Paolo Noise                                                                                              | Inserire la mano in una teca, contenente diversi insetti, e recuperare la chiave per aprire il forziere con la ricompensa | Parmigiana di melanzane                                                                                            | Pamela Camassa, Helena Prestes e Paolo Noise superano la prova, potendo condividere la ricompensa vinta, con un naufrago a loro scelta (uno ciascuno): Pamela Camassa sceglie Cristina Scuccia, Paolo Noise sceglie Marco Mazzoli ed Helena Prestes sceglie Corinne Cléry                                                           |
| 29     | Cristina Scuccia per tutti i naufraghi | Eseguire una camminata sulla sabbia, legata in vita da un elastico attaccato ad un palo che fa resistenza, cercando di recuperare in 3 minuti, quanti più possibili paletti conficcati nel terreno | Doccia con sapone                                                                                                  | Cristina Scuccia dopo aver preso cinque serpenti e aver superato la prova, decide di regalare la ricompensa a Marco Mazzoli e Paolo Noise, Pamela Camassa ed Helena Prestes, Alessandra Drusian e Corinne Cléry, Luca Vetrone e Nathaly Caldonazzo e Andrea Lo Cicero e Fabio Ricci, i quali dovranno farsi la doccia in 30 secondi |
| 36     | La Tribù degli Hombres (con Aldo Montano) contro la Tribù delle Chicas (con Nikita Pelizon)                                               | Eseguire un percorso in acqua, dove le tribù aiutano gli ospiti (aiutanti nella prova) a camminare su dei paletti che man mano vengono spostati per permettere di arrivare sulla piattaforma nel mare e sventolare la bandiera della propria tribù per primi | Cheeseburger | La Tribù delle Chicas (con Nikita Pelizon) vince la prova e ottiene la ricompensa |
| 36     | Aldo Montano per la Tribù delle Chicas | Prova denominata Bacio in apnea: Eseguire un bacio in apnea di 90 secondi totali tra Aldo Montano e tre naufraghe della Tribù delle Chicas (Nathaly Caldonazzo, Corinne Cléry e Alessandra Drusian) | Dormire su un letto                                                                                                | Prova superata |
| 43     | Helena Prestes contro Alessandra Drusian, Cristina Scuccia e Pamela Camassa                                                               | Helena Prestes deve resistere per più tempo possibile, rispetto alle tre avversarie, aggrappata su un letto di legno che pian piano si inclina verso l'acqua e sul quale cade del fango, in modo da poter rientrare in gioco dall'Isola di Sant'Elena insieme a Gian Maria Sainato                                                                                          | Formaggio grattugiato, pomodoro, cipolla e pasta + rientro in gioco (solo per Helena Prestes e Gian Maria Sainato) | Helena Prestes riesce a superare la prova, così rientra in gioco con Gian Maria Sainato |
| 43     | Marco Mazzoli | Farsi fare la ceretta sulle braccia e sul petto | Pizza | Prova superata |
| 50     | Luca Vetrone per tutti i naufraghi | Farsi rasare i capelli da Marco Mazzoli | Bistecche e frittata                                                                                               | Prova superata |
| 61     | Pamela Camassa per tutti i naufraghi | Accettare di entrare in un cerchio, nel quale ci sono dei pali da estrarre a sorte, mettendo a rischio il posto da finalista | Cena per ogni naufrago                                                                                             | Pamela Camassa decide di non partecipare alla prova per non mettere a rischio il suo posto da finalista |
| 61     | Marco Mazzoli | Una volta bendato gli occhi bisogna riconoscere almeno due naufraghi su tre, soltanto toccandoli nelle parti del corpo indicate dallo studio | Cuscini per dormire                                                                                                | Marco Mazzoli riconosce due naufraghi, tra i quali ha riconosciuto il suo amico Fabio Alisei, e supera la prova |

## Prove duello
In questa tabella sono riassunte le prove duello di questa edizione con i loro risultati:
| Giorno | Concorrenti                      | Descrizione della prova | Premi in palio                | Esito |
| ------ | -------------------------------- | --- | ----------------------------- | --- |
| 8      | Marco Mazzoli contro Paolo Noise | Prova denominata: L'uomo vitruviano. La prova consiste nel rimanere appesi a delle pedane in mare che man mano si inclineranno verso l'acqua e almeno uno dei due sfidanti deve rimanere appeso per almeno 3 minuti | Cartonati delle proprie mogli | Marco Mazzoli riesce a superare la prova, facendo vincere anche al suo compagno Paolo Noise dopo che è caduto in acqua per primo |

## Prove immunità e di salvataggio
In questa tabella sono riassunte le prove immunità e di salvataggio di questa edizione con i loro risultati:
| Giorno | Concorrenti | Tipo di prova                                                              | Descrizione della prova | Esito |
| ------ | --- | -------------------------------------------------------------------------- | --- | --- |
| 1      | Luca Vetrone e Jhonatan Andres Mujica Carrillo | Entrata in gioco                                                           | Superare il televoto flash per essere proclamato nuovo concorrente | Luca Vetrone con il 67% supera il televoto flash ed entra in gioco, mentre Jhonatan Andres Mujica Carrillo con il 33% viene respinto |
| 22     | Nathaly Caldonazzo | Rientro in gioco dall'Isola di Sant'Elena                                  | Superare il record di 8 minuti e 33 secondi (record di Isolde Kostner, naufraga della quindicesima edizione), rimanendo il più tempo possibile in apnea in una vasca, tenendo il naso fuori dall'acqua, dove man mano sale il livello dell'acqua | Nathaly Caldonazzo dopo 7 minuti cede, non riuscendo a superare la prova e in seguito viene riaccompagnata sull'Isola di Sant'Elena |
| 29     | Nathaly Caldonazzo con il 68% supera il televoto flash e rientra in gioco, mentre Christopher Leoni con il 32% viene riportato sull'Isola di Sant'Elena | Rientro in gioco dall'Isola di Sant'Elena                                  | Superare il televoto flash per rientrare in gioco | Nathaly Caldonazzo con il 68% supera il televoto flash e rientra in gioco, mentre Christopher Leoni con il 32% viene riportato sull'Isola di Sant'Elena |
| 36     | Helena Prestes (con Nikita Pelizon) per la Tribù delle Chicas contro Andrea Lo Cicero (con Aldo Montano) per la Tribù degli Hombres                     | Salvataggio dalla nomination diretta dopo una pesca al buio di salvataggio | Prova denominata Prova della maledizione del pirata: Completare per primi, in coppia legati per le mani, un percorso composto da diverse prove: camminare su una lastra di legno sospesa senza cadere, scavare e passare sotto un tronco di legno nella sabbia, entrare in una gabbia intrecciata e arrivare su una piattaforma in mare per prendere la bandiera della propria tribù | La Tribù degli Hombres vince contro la Tribù delle Chicas, che perdendo sono sottoposte alla maledizione del forziere. A turno le concorrenti pescano un cocco, che se trovato con interno nero porterà alla nomination diretta per il prossimo televoto. A pescare i cocchi con interno nero sono Pamela Camassa e Nathaly Caldonazzo |
| 36     | Alessandra Drusian, Andrea Lo Cicero, Corinne Cléry, Cristina Scuccia, Fabio Ricci, Luca Vetrone e Marco Mazzoli                                        | Salvataggio dal televoto                                                   | Pamela Camassa e Nathaly Caldonazzo, in quanto perdenti della prova precedente, sono chiamate ad iniziare una catena di salvataggio che stabilirà chi tra i naufraghi dovrà andare dritto al televoto | La catena di salvataggio termina con l'esclusione di Luca Vetrone, il quale va dritto al televoto |
| 36     | Christopher Leoni e Gian Maria Sainato | Salvataggio dall'eliminazione definitiva                                   | Superare il televoto flash per rimanere in gioco e non essere eliminati definitivamente | Gian Maria Sainato con il 65% supera il televoto flash e rimane in gioco sull'Isola di Sant'Elena, mentre Christopher Leoni con il 35% viene eliminato definitivamente |
| 43     | Andrea Lo Cicero contro Marco Mazzoli | Salvataggio dal televoto e candidati alla prova leader                     | Prova denominata: Prova del girarrosto. Resistere per più tempo possibile aggrappati a un attrezzo che ruota e cambia continuamente direzione. Il vincitore della prova diventa il primo candidato a partecipare alla prova leader con il potere di mandare al televoto l'avversario della prova                                                                                     | Dopo 1 minuto e 33 secondi, la prova viene vinta da Andrea Lo Cicero, il quale diventa il primo candidato a partecipare alla prova leader e decide di non mandare al televoto il suo avversario Marco Mazzoli |
| 43     | Alessandra Drusian, Cristina Scuccia, Fabio Ricci, Luca Vetrone, Marco Mazzoli, Nathaly Caldonazzo e Pamela Camassa                                     | Salvataggio dal televoto e candidati alla prova leader                     | Tenere in mano un papistello, ancorato ad un sacco di sabbia calibrato col loro rispettivo peso, per evitare di rovesciarsi addosso un vaso pieno di fango | Pamela Camassa vince la prova, diventando così la seconda candidata a partecipare alla prova leader contro Andrea Lo Cicero |
| 43     | Alessandra Drusian, Andrea Lo Cicero, Cristina Scuccia, Fabio Ricci, Luca Vetrone, Marco Mazzoli, Nathaly Caldonazzo e Pamela Camassa                   | Salvataggio dal televoto                                                   | Andrea Lo Cicero e Pamela Camassa, in quanto aspiranti leader, sono chiamati ad iniziare una catena di salvataggio che stabilirà chi tra i naufraghi dovrà andare dritto al televoto | La catena di salvataggio termina con l'esclusione di Nathaly Caldonazzo, la quale va dritta al televoto |
| 50     | Helena Prestes, Alessandra Drusian, Gian Maria Sainato, Andrea Lo Cicero e Fabio Ricci                                                                  | Salvataggio dall'eliminazione provvisoria                                  | Superare il televoto flash per rimanere in gioco | Helena Prestes (con il 32%), Alessandra Drusian (con il 13%), Gian Maria Sainato (con il 15%) ed Andrea Lo Cicero (con il 33%), rimangono in gioco superando il televoto flash, mentre Fabio Ricci (con il 7%) abbandona Playa Fantasma per approdare all'Ultima Spiaggia                                                              |
| 50     | Nathaly Caldonazzo e Fabio Ricci | Salvataggio dall'eliminazione definitiva                                   | Superare il televoto flash per rimanere in gioco e non essere eliminati definitivamente | Nathaly Caldonazzo con il 52% supera il televoto flash e rimane in gioco sull'Ultima Spiaggia, mentre Fabio Ricci con il 48% viene eliminato definitivamente |
| 61     | Nathaly Caldonazzo ed Helena Prestes | Salvataggio dall'eliminazione definitiva                                   | Superare il televoto flash per rimanere in gioco e non essere eliminati definitivamente | Nathaly Caldonazzo con il 71% supera il televoto flash e rimane in gioco sull'Ultima Spiaggia, mentre Helena Prestes con il 29% viene eliminata definitivamente |
| 61     | Gian Maria Sainato, Alessandra Drusian e Cristina Scuccia                                                                                               | Salvataggio dall'eliminazione provvisoria                                  | Superare il televoto flash per rimanere in gioco | Cristina Scuccia (con il 48%) rimane in gioco superando il televoto flash, mentre Alessandra Drusian (con il 38%) e Gian Maria Sainato (con il 14%) abbandonano Playa Fantasma per approdare sull'Ultima Spiaggia |
| 61     | Nathaly Caldonazzo e Alessandra Drusian | Salvataggio dall'eliminazione definitiva                                   | Superare il televoto flash per rimanere in gioco e non essere eliminati definitivamente | Alessandra Drusian con il 68% supera il televoto flash e rimane in gioco sull'Ultima Spiaggia, mentre Nathaly Caldonazzo con il 32% viene eliminata definitivamente |

## Prove finalista e finali
In questa tabella sono riassunte le prove finalista e finali di questa edizione con i loro risultati:
| Giorno | Concorrenti                                                                                             | Tipo di prova                                                            | Descrizione della prova | Esito |
| ------ | --- | ------------------------------------------------------------------------ | --- | --- |
| 50     | Pamela Camassa contro Helena Prestes                                                                    | Prova per stabilire la prima aspirante finalista tra le donne            | Rimanere il più tempo possibile in apnea in una vasca, tenendo il naso fuori dall'acqua, dove man mano sale il livello dell'acqua | Pamela Camassa vince la prova dopo la fuoriuscita dall'apnea di Helena Prestes |
| 50     | Cristina Scuccia contro Alessandra Drusian                                                              | Prova per stabilire la seconda aspirante finalista tra le donne          | Svolgere un percorso in acqua tra piattaforme sospese, recuperando in mare diverse bandierine da riportare al traguardo. Vince chi completa il percorso per prima | Cristina Scuccia vince la prova a seguito del ritiro di Alessandra Drusian durante il duello |
| 50     | Andrea Lo Cicero e Fabio Ricci contro Marco Mazzoli e Luca Vetrone                                      | Prova per stabilire il terzo e quarto aspirante finalista tra gli uomini | Prova denominata: Prova dell'orologio hondureño. Spingere un'asse di legno con più forza possibile, in modo da far cadere un totem. Prova da vincere al meglio dei 3 punti | Marco Mazzoli e Luca Vetrone vincono la prova al meglio dei due punti contro uno degli sfidanti |
| 50     | Pamela Camassa, Cristina Scuccia, Marco Mazzoli e Luca Vetrone                                          | Prova per eleggere il primo finalista                                    | Rimanere per più tempo possibile attaccati in bilico (tramite gambe e braccia) ad una sbarra nel mare | Pamela Camassa vince la prova, resistendo più degli altri, e diventando così la prima finalista dell'edizione |
| 61     | Cristina Scuccia, Andrea Lo Cicero, Alessandra Drusian, Marco Mazzoli, Gian Maria Sainato, Luca Vetrone | Prova per eleggere il secondo finalista                                  | Prova denominata: Il Serpente hondureño. Strisciare con le mani e i piedi legati, trascinando avanti una palla utilizzando soltanto la testa | Luca Vetrone vince la prova, finendo per primo il percorso, e diventando così il secondo finalista dell'edizione |
| 61     | Cristina Scuccia, Andrea Lo Cicero, Alessandra Drusian e Marco Mazzoli                                  | Prova per eleggere il terzo finalista                                    | Eseguire un percorso su una palafitta in mare recuperando i pezzi di un puzzle da completare per primi per vincere la prova | Marco Mazzoli vince la prova, finendo per primo il puzzle, e diventando così il terzo finalista dell'edizione |
| 61     | Cristina Scuccia e Andrea Lo Cicero                                                                     | Prova per eleggere il quarto finalista                                   | Rimanere per più tempo possibile attaccati ad un palo nel mare, prima aggrappati con tutto il corpo e poi senza l'utilizzo di un braccio | Andrea Lo Cicero vince la prova, rimanendo per più tempo aggrappato al palo, e diventando così il quarto finalista dell'edizione |
| 61     | Gian Maria Sainato, Alessandra Drusian e Cristina Scuccia                                               | Prova per eleggere il quinto finalista                                   | Superare il televoto flash per essere eletti finalista | Cristina Scuccia (con il 48% delle preferenze del pubblico) supera il televoto flash e viene eletta quinta finalista |
| 61     | Nathaly Caldonazzo e Alessandra Drusian                                                                 | Prova per eleggere il sesto ed ultimo finalista                          | Superare il televoto flash per essere eletti finalista | Alessandra Drusian (con il 68% delle preferenze del pubblico) supera il televoto flash e viene eletta sesta ed ultima finalista |
| 64     | Pamela Camassa, Andrea Lo Cicero, Alessandra Drusian, Luca Vetrone e Marco Mazzoli                      | Prova per eleggere l'immune e i due nominati dal televoto flash          | Memorizzare una sequenza di colori ed eseguire un percorso su una piattaforma in mare (spostandosi solo con l'utilizzo di tavole di legno su due corde conduttrici) per arrivare da una estremità di questa piattaforma, all'altra, in modo da ricomporre la sequenza memorizzata. Vince chi per primo completa la sequenza in modo corretto | Marco Mazzoli vince la prova ottenendo l'immunità dal televoto flash ad eliminazione. Di conseguenza è chiamato a nominare un naufrago, scegliendo così Alessandra Drusian che a sua volta decide di sfidare al televoto Luca Vetrone. Alessandra con il 55% perde contro il 45% di Luca, ed è quindi eliminata, classificandosi di conseguenza come quinta classificata  |
| 64     | Pamela Camassa, Andrea Lo Cicero, Luca Vetrone e Marco Mazzoli                                          | Prova per eleggere l'immune e i due nominati dal televoto flash          | Resistere per più tempo possibile, rispetto agli avversari, aggrappati su un letto di legno che pian piano si inclina verso il mare e sul quale cade dell'acqua da un secchio sovrastante | Andrea Lo Cicero vince la prova ottenendo l'immunità dal televoto flash ad eliminazione. Di conseguenza è chiamato a nominare un naufrago, scegliendo così Luca Vetrone che a sua volta decide di sfidare al televoto Pamela Camassa. Quest'ultima con il 63% perde contro il 37% di Luca, ed è quindi eliminata, classificandosi di conseguenza come quarta classificata |
| 64     | Andrea Lo Cicero, Marco Mazzoli e Luca Vetrone                                                          | Prova per eleggere l'immune e i due nominati dal televoto flash          | Recuperare delle palle nel fango e salire su una struttura di legno a scale, componendo man mano la struttura con un asse di legno, fino a suonare la campanella | Marco Mazzoli vince la prova ottenendo l'immunità dal televoto flash, diventando così super-finalista, mentre i due perdenti Andrea Lo Cicero e Luca Vetrone dovranno vedersela al televoto flash. Andrea con il 60% perde contro il 40% di Luca, ed è quindi eliminato, classificandosi di conseguenza come terzo classificato                                           |
| 64     | Marco Mazzoli e Luca Vetrone                                                                            | Televoto flash finale per stabilire il vincitore                         | Superare il televoto flash finale per essere proclamato vincitore dell'edizione | Marco Mazzoli vince l'edizione con il 62% dei voti, mentre Luca Vetrone con il 38% dei voti è secondo classificato |

## Ascolti

### Prima serata
| Puntata    | Messa in onda  | Telespettatori | Share  | Ospiti |
| ---------- | -------------- | -------------- | ------ | --- |
| 1          | 17 aprile 2023 | 2 919 000      | 23,33% | Fabio Alisei, Angelica Ricci, Cristina Espinosa Navarro, Lina Rizzi, Marco Balestri, Simone Morandi (Simon & The Stars) |
| 2          | 24 aprile 2023 | 2 983 000      | 22,49% | Fabio Alisei, Luca Gervaso, Lina Rizzi, Osilide e Angelica Ricci, Laura Predolin                                        |
| 3          | 2 maggio 2023  | 2 383 000      | 16,99% | Fabio Alisei, Carlo Motta, Roberta Di Fiore                                                                             |
| 4          | 8 maggio 2023  | 2 640 000      | 19,63% | Fabio Alisei, Carlo Motta, Luca Diana, Angelica Ricci                                                                   |
| 5          | 15 maggio 2023 | 2 504 000      | 18,30% | Fabio Alisei, Angelica Ricci, Asia Argento, Barbara Bouchet, Manola Camassa                                             |
| 6          | 22 maggio 2023 | 2 530 000      | 18,68% | Christian Totti, Melissa Monti, Leontine Snell                                                                          |
| 7          | 29 maggio 2023 | 2 446 000      | 18,55% | Fabio Alisei, Carlo Motta, Tonia Picca                                                                                  |
| 8          | 5 giugno 2023  | 2 388 000      | 19,53% | Fabio Alisei, Angelica Ricci, Tonia Picca, Claudio Mazzoli                                                              |
| Semifinale | 16 giugno 2023 | 1 977 000      | 16,54% | Carlo Motta |
| Finale     | 19 giugno 2023 | 2 378 000      | 21,10% | Carlo Motta, Roberta Di Fiore, Giuseppe Vetrone, Stefania Caroli, Chanel Totti, Cristian Babalus, Aurora Ricci          |
| Media      | Media          | 2 515 000      | 19,51% | |

### Ascolti giornalieri
Canale 5
In questa tabella sono indicati i risultati in termini di ascolto della striscia quotidiana andata in onda dal lunedì al venerdì su Canale 5 alle 16:40 fino al 12 maggio 2023, dal 15 al 29 maggio alle 16:10, mentre dal 30 maggio al 19 giugno alle 16:00.

| Canale 5          | Settimana 1      | Settimana 2      | Settimana 3      | Settimana 4      | Settimana 5      | Settimana 6      | Settimana 7      | Settimana 8        | Settimana 9        |
| ----------------- | ---------------- | ---------------- | ---------------- | ---------------- | ---------------- | ---------------- | ---------------- | ------------------ | ------------------ |
| Martedì           | 1 587 000 19,00% | 1 145 000 12,40% | 1 518 000 17,10% | 1 616 000 18,80% | 1 460 000 15,60% | 1 244 000 15,00% | 1 440 000 18,30% | 1 262 000 16,70%   | non andati in onda |
| Mercoledì         | 1 433 000 18,00% | 1 620 000 20,90% | 1 274 000 16,40% | 1 807 000 19,70% | 1 351 000 15,00% | 1 182 000 15,00% | 1 515 000 20,00% | 1 429 000 19,10%   | non andati in onda |
| Giovedì           | 1 532 000 18,20% | 1 396 000 18,60% | 1 553 000 20,80% | 1 660 000 19,10% | 1 354 000 15,80% | 1 313 000 15,50% | 1 394 000 18,80% | 1 347 000 18,00%   | 1 342 000 17,30%   |
| Venerdì           | 1 312 000 16,50% | 1 295 000 17,10% | 1 419 000 18,70% | 1 503 000 16,90% | 1 342 000 14,70% | 1 128 000 13,30% | 1 274 000 15,30% | 1 281 000 16,20%   | 1 600 000 20,00%   |
| Lunedì            | 1 192 000 14,20% | 1 227 000 10,90% | 1 497 000 17,80% | 1 580 000 18,50% | 1 328 000 17,90% | 1 327 000 17,50% | 1 614 000 18,70% | non andato in onda | 1 433 000 17,20%   |
| Media Settimanale | 1 487 000 17,23% | 1 186 000 16,92% | 1 476 000 17,04% | 1 587 000 17,88% | 1 368 000 15,77% | 1 246 000 15,38% | 1 402 000 17,26% | 1 330 000 17,50%   | 1 458 000 18,16%   |
| Media Finale      | 1 393 000 17,01% | 1 393 000 17,01% | 1 393 000 17,01% | 1 393 000 17,01% | 1 393 000 17,01% | 1 393 000 17,01% | 1 393 000 17,01% | 1 393 000 17,01%   | 1 393 000 17,01%   |